# Storia del Bomber Command

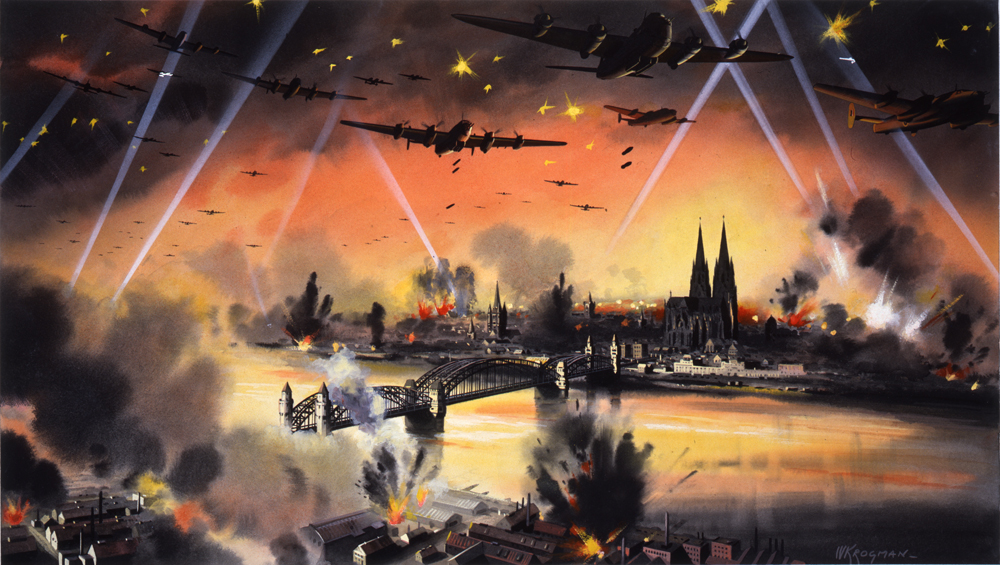
Raffigurazione pittorica britannica dell'incursione dei mille bombardieri su Colonia la notte del 30/31 maggio 1942

Questa pagina contiene la storia del Bomber Command della Royal Air Force, dalla sua nascita nel 1936 fino allo scioglimento avvenuto nel 1968.

## Genesi
Durante la prima guerra mondiale, il maresciallo Jan Smuts aveva teorizzato per primo, in risposta agli attacchi aerei tedeschi su Londra, la necessità per il Regno Unito di una forza aerea indipendente con un proprio stato maggiore, incaricata soprattutto di organizzare il contrattacco costituendo una forza da bombardamento imponente in grado di colpire la Germania. Nel Regno Unito una figura centrale della RAF era il maresciallo Hugh Trenchard, capo di stato maggiore della forza aerea dal 1919 al 1929. Egli, in linea con il pensiero del generale italiano Giulio Douhet, sostenne che l'offensiva aerea globale sarebbe stata l'elemento decisivo di un eventuale prossimo conflitto in Europa. Anche se contrari alle leggi umanitarie, i bombardamenti sulle città, centri della produzione industriale e della manodopera, sarebbero stati estremamente efficaci ai fini della vittoria, dato che avrebbero comportato, oltre ai danni materiali, sfiducia, stanchezza e caos,  minando alla base il consenso della popolazione nemica verso il proprio governo. Resistenze da parte della Royal Navy e del British Army (già invisi alla RAF in quanto arma da loro indipendente), oltre che l'arrivo della crisi del 1929 fecero sì che le tesi di Trenchard vennero sostanzialmente rigettate.
Con questa teoria scartata la RAF rispose al riarmo di Adolf Hitler riorganizzando, per mezzo del capo di stato maggiore della RAF Edward Ellington, le sue forze dando vita, il 14 luglio 1936, al Fighter Command (comando caccia), Coastal Command (comando costiero), Flying Training Command (comando addestramento al volo), Army Cooperation Command (comando cooperazione con l'esercito) e Bomber Command. Questa novità era parte di un progetto in espansione e riorganizzazione iniziato nel 1935 e che continuerà fino al 1939, costituito da 8 "piani di espansione" (Expansion Plans) la maggior parte dei quali dalla vita breve, rivisti e sostituiti da un nuovo piano appena entrati in vigore. Il progetto F, in particolare, intese abolire i bombardieri leggeri del calibro degli Hawker Hart e degli Hawker Hind rimpiazzandoli con i bombardieri medi (medium bomber) Blenheim e Battle, e con i bombardieri medio-pesanti (heavy-medium bomber) Whitley e Wellington.
Se gli intenti erano buoni, i tempi per lo sviluppo di nuovi aerei furono invece molto lunghi. I Wellington, iniziati ad essere progettati nel 1932, eseguirono il primo volo nel 1936 e raggiunsero gli squadroni solo due anni dopo; allo stesso modo i Vickers Wellesley, disegnati nel 1931 e inaugurati nel giugno 1935, entrarono nelle linee della RAF sono nel 1937, per venirne radiati nel settembre 1939. Il risultato fu che quando Edgar Ludlow-Hewitt divenne capo del Bomber Command nel settembre 1937, questo constatò che i suoi aerei erano totalmente impreparati alla guerra, così come i loro equipaggi, troppo esposti sia agli attacchi da terra sia a quelli dall'aria, in grado di volare solo in condizioni meteo favorevoli. Hewitt pertanto diede disposizioni per aumentare la sicurezza sugli aerei, ordinò la messa in opera di ausili per la navigazione e riformò le tecniche di addestramento del personale di volo (di cui si parlerà più avanti).
Le mire espansionistiche di Hitler, in particolare la sua volontà di annettere i Sudeti, preoccuparono la RAF, che, per precauzione, elaborò tramite l'Air Staff un piano (Western Air Plans) di attacco consistente in 16 punti ognuno dei quali rappresentava un obiettivo in Germania, dalle industrie alle strutture della Luftwaffe (l'aeronautica militare guidata da Hermann Göring). Il Bomber Command tuttavia si mostrò scettico nei confronti di alcuni punti dei Western Air Plans, come il WA1 (distruzione delle forze di attacco al suolo della Luftwaffe) che implicava colpire obiettivi piccoli e difficili da individuare, mentre accolse favorevolmente il punto WA5, che dava disposizioni su come bombardare le estese zone industriali della Ruhr. Venne addirittura calcolato che, colpendo 45 centri industriali in 3.000 sortite, con una perdita stimata di 176 aerei, la produttività della Ruhr sarebbe scesa ad un valore prossimo allo zero in due settimane.

## Seconda guerra mondiale

### 1939

#### Situazione allo scoppio della guerra
Nel 1934 il governo del Regno Unito con a capo Stanley Baldwin promise di aumentare il potenziale della RAF fino a 128 squadrons, cifra da raggiungere per il 1939. Tale promessa non venne mantenuta e allo scoppio della seconda guerra mondiale, quando il primo ministro del Regno Unito era Neville Chamberlain, gli squadrons operativi erano solo 33, dei quali 10 facenti parte del 1st Group, equipaggiati con i Fairey Battle, distaccati in Francia sotto la British Advanced Air Striking Force (BAASF). Il 2nd Group aveva in organico 6 squadrons di Bristol Blenheim, il 3rd Group 6 squadrons di Wellington, il 4th Group 5 squadrons di Whitley e il 5th Group 6 squadrons di Hampden. Oltre a questi 272 aerei (esclusi quelli della BAASF) erano attivi 6 squadrons di riserva e i reparti da addestramento.
Il Bomber Command inoltre non aveva nessuna campagna bellica da contrapporre alla guerra civile spagnola, la quale perfezionò le tecniche e migliorò i piloti della Luftwaffe e dell'Aviazione Legionaria. A Langley, sede del quartier generale, regnava un eccessivo ottimismo sulle possibilità di aerei e personale (che invece era addestrato approssimativamente e in modo non realistico). Gli strumenti di radioguida e navigazione notturna erano deficitari ma nonostante ciò il comandante in capo del Bomber Command, Edgar Ludlow-Hewitt, nel 1938 inviò due rapporti al ministero dell'aviazione in cui affermò che sì, il Bomber Command non avrebbe mai potuto distruggere tutte le fabbriche della Ruhr, ma 19 grandi centrali elettriche e 26 complessi di altiforni sarebbero potuti essere spazzati via in due settimane grazie all'impiego di 3.000 bombardieri scaglionati in 8-10 missioni.
Nel 1939 Chamberlain era invece convinto che la RAF si sarebbe dovuta impiegare con la massima prudenza, e anche Edgar Ludlow-Hewitt rivide le proprie idee stimando che almeno la metà dei suoi bombardieri non fosse in grado di compiere missioni strategiche, cioè volare in profondità sulla Germania e colpirne i centri nevralgici.

#### Il primo nemico: la Kriegsmarine
Il 3 settembre 1939, esattamente un minuto dopo la fine dell'ultimatum inviato dal re Giorgio VI alla Germania in cui si chiedeva il ritiro delle truppe da tutti i territori della Polonia, vale a dire cioè alle 12:01, un Bristol Blenheim pilotato dal tenente A. McPherson si alzò in volo dall'aeroporto di Wyton per compiere la prima missione del Bomber Command nella seconda guerra mondiale. La missione, da tempo preparata con il consenso del segretario di Stato per l'aviazione Kingsley Wood e avallata dal capo di stato maggiore della RAF Cyril Newall, nonché dal comandante in capo del Bomber Command Edgar Ludlow-Hewitt, prevedeva una ricognizione sul porto di Wilhelmshaven, luogo in cui McPherson notò una squadra della Kriegsmarine alzare l'ancora e dirigersi verso il mare aperto. La radio di bordo non funzionò a causa della bassa temperatura dell'aria e così non fu possibile inviare uno squadron armato. A questa ricognizione seguì il giorno dopo una missione di guerra psicologica condotta da dieci bombardieri medi Whitley che scaricarono sei milioni di volantini sopra Amburgo, Brema e la Ruhr. Tre equipaggi si persero nella via del ritorno e dovettero atterrare in Francia mentre uno si schiantò in fase d'atterraggio. Fu la prima perdita bellica della RAF dal 1918.
IL tenente McPherson tornò su Wilhelmshaven la mattina del 4 settembre e notò che alla fonda vi erano delle navi. Neanche stavolta la radiò funzionò, e così la segnalazione dovette essere data a voce due ore dopo, quando McPherson tornò in Inghilterra. Subito 15 Blenheim degli squadrons 107, 110 e 139 in squadra con 14 Wellington degli squadrons 9 e 149 volarono in direzione del porto di Brunsbüttel per compiere la prima azione offensiva del Bomber Command, risoltasi in un disastro: le difficili condizioni atmosferiche dispersero le formazioni e 5 Blenheim e 5 Wellington non trovarono l'obiettivo; i restanti Blenheim guidati dal capitano K.G. Doran sganciarono, in maniera disunita, le loro bombe a soli 150 m di altezza e tre di queste colpirono l'incrociatore pesante Admiral Scheer, senza però esplodere; anche ai Wellington andò male, difatti solo un equipaggio confermò di aver, forse, colpito una nave non meglio identificata. La caccia tedesca abbatte un Wellington e un Blenheim, la FlaK un Wellington e quattro Blenheim. Proprio uno di questi si schiantò contro la prua dell'incrociatore leggero Emden uccidendo e ferendo alcuni marinai, unico danno inflitto in tutta l'azione di bombardamento. La RAF sottovalutò le difese della Germania, che da tempo aveva disponibili i radar.
Il fallimento di Wilhelmshaven e Brunsbüttel portò alla decisione di impiegare il Bomber Command, almeno per il momento, esclusivamente contro le navi al largo delle coste, per evitare vittime civili e una conseguente ipotetica reazione della Luftwaffe contro le città inglesi.
Nella notte tra l'1 e il 2 ottobre 1940 Berlino fu raggiunta da un nuovo lancio di volantini a dimostrare la volontà del governo britannico di perseguire una "guerra con i guanti", nonostante le ricognizioni armate contro la Kriegsmarine comportassero sempre perdite per il Bomber Command, specialmente per i debolmente difesi Handley Page Hampden. Il 30 novembre la VVS (l'aeronautica militare sovietica, allora alleata della Germania come sancito dal patto Molotov-Ribbentrop) compì un'incursione su Helsinki provocando nella RAF la necessità di rispondere con un poderoso attacco sulla Germania per dimostrare la propria potenza. Fu così che il 3 dicembre decine di aerei del Bomber Command ripresero la battaglia della Baia di Helgoland contro la Kriegsmarine che si risolse in ingenti perdite e in pochi danni arrecati.
Il 1939 si concluse in sordina per il Bomber Command: 591 missioni, 38 aerei persi e solamente 31,5 tonnellate di bombe sganciate.

### 1940

#### Prove notturne
Il 4th Group continuò a lanciare volantini sulla Germania anche nei primi mesi del 1940 toccando persino Vienna e Praga. Tale tipo di missioni, che comportò irrilevanti perdite dovute unicamente alle condizioni meteo sfavorevoli, ebbero l'approvazione del comandante del Bomber Command Ludlow-Hewitt che aveva come obiettivo di fondo l'addestramento degli equipaggi al volo notturno. Complici anche gli enormi e numerosi errori di valutazione dei piloti, che credevano, per nulla aiutati dagli strumenti di guida, di aver volato sugli obiettivi loro designati, l'allora vice maresciallo della RAF Arthur Coningham arrivò ad affermare il 19 febbraio 1940 che "la precisione del bombardamento notturno è praticamente uguale a quella del bombardamento diurno".
Nel nuovo quartier generale di Naphill (Buckinghamshire) il Bomber Command conseguì il suo primo successo contro la Kriegsmarine, riportato l'11 marzo 1940 da un Bristol Blenheim dell'82º squadrone pilotato dal maggiore M. V. Delap ai danni del sottomarino U-31. Per rispondere alla morte di un civile scozzese avvenuta nell'isola di Hoy per mano della Luftwaffe il 16 marzo nell'ambito di un attacco alla base navale di Scapa Flow, il Bomber Command ordinò un bombardamento sulla base di idrovolanti di Hörnum. Trenta Whitley e venti Hampden lasciarono le loro basi nella notte dal 19 al 20 marzo portando con sé bombe tradizionali e incendiarie; tutti tranne un Whitley abbattuto fecero ritorno e 41 equipaggi riferirono di aver attaccato. Il 6 aprile un velivolo da ricognizione fotografò la base degli idrovolanti ma tutte le strutture risultarono intatte.

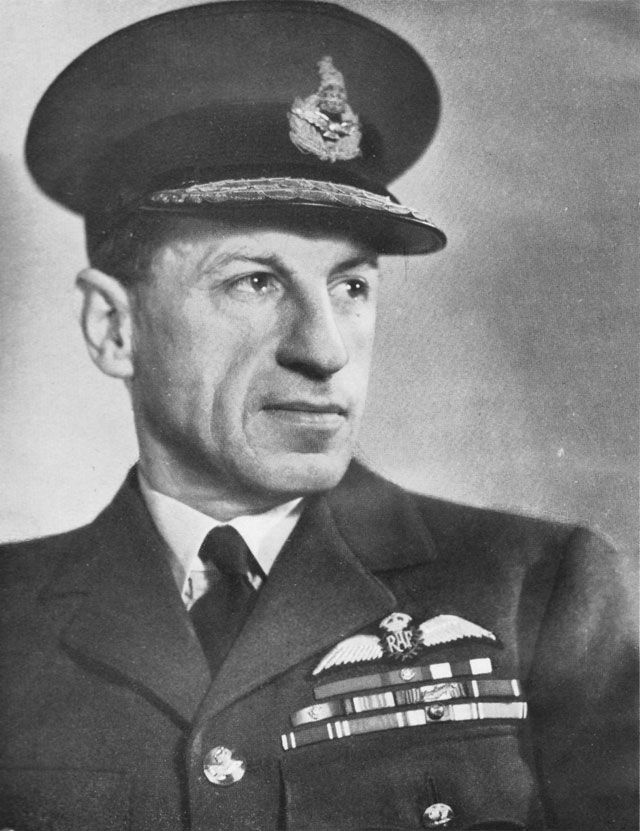
Charles Portal fu comandante in capo del Bomber Command per circa sei mesi, nel 1940, a partire dal 3 aprile

Il 3 aprile Charles Portal succedette a Ludlow-Hewitt come comandante del Bomber Command. Il giorno dopo fu assemblato il primo squadron composto interamente da personale neozelandese, il primo a non inquadrare uomini inglesi (il Bomber Command arriverà a contare nel 1945 il 46% degli equipaggi proveniente dai Dominion della corona inglese).
Quando la Wehrmacht invase Danimarca e Norvegia il 9 aprile il Coastal Command rispose con alcuni attacchi fallimentari e stessa fine ebbero le azioni del Bomber Command effettuate nelle notti del 15 e 16 aprile. Tuttavia, la notte del 14 aprile era riuscito un nuovo genere di missione consistente lo sgancio di mine navali al largo delle coste danesi.
La campagna di Francia intrapresa il 10 maggio 1940 dalle forze tedesche provocò la caduta di Chamberlain in favore di Winston Churchill. La notte dello stesso giorno e di quella successiva il Bomber Command bombardò l'aeroporto di Waalhaven (vicino a Rotterdam) occupato da circa 1.200 paracadutisti tedeschi e, nella sola notte dall'11 al 12 maggio, anche strade e ferrovie attorno Mönchengladbach provocando scarsissimi danni. Il 15 maggio Churchill, di fronte al crollo dell'esercito olandese e francese, autorizzò la RAF a colpire il suolo tedesco. Tra i vertici della forza aerea sorsero però contrasti su come colpire: alcuni alti ufficiali come il capo del 5th Group Arthur Harris sostennero che la linea da seguire era il pensiero di Hugh Trechard (bombardamento senza limiti) mentre altri, tra cui il futuro ministro della produzione aeronautica Stafford Cripps, erano dell'idea di colpire obiettivi strettamente militari e industriali. Per il momento prevalse il secondo metodo di impiego e 99 tra Wellington, Whitley e Hampden furono inviati a colpire raffinerie e depositi di carburante attorno Amburgo, lanciare mine navali nel canale di Kiel e distruggere industrie e scali ferroviari nella Ruhr: fu l'inizio dell'offensiva aerea strategica contro la Germania che terminerà solamente con la fine della guerra. Sei aerei tornarono subito alla base per problemi meccanici, i quattro Hampden inviati a Kiel non trovarono il canale, su Amburgo i riflettori a terra accecarono gli equipaggi che non inquadrarono gli obiettivi, e anche sulla Ruhr non si scorse nessun bersaglio; a circa 12 aerei non si aprì il portellone del vano bombe e solo 25 squadre dichiararono di aver sganciato il carico esplosivo, mentre nessun aereo fu abbattuto anche perché la caccia notturna tedesca non si fece viva.
Nelle settimane successive i bombardamenti notturni e diurni continuarono con gli stessi scarsi risultati. Quando finì, la campagna di Francia costò all'intera RAF 959 aerei. In Francia, in precedenza, la prima linea del Bomber Command subì una flessione quando alcuni Bristol Blenheim del 2º gruppo vennero ceduti all'aeronautica militare francese e altri passarono alle Operational Training Unit (le unità addette all'addestramento del personale aereo), ma gli attacchi proseguirono fino alla battaglia di Dunkerque.

#### Primi voli sull'Italia
Il 10 giugno 1940 anche l'Italia di Benito Mussolini entrò in guerra a fianco della Germania. Una mossa prevista dallo stato maggiore della RAF che già una settimana prima aveva predisposto la creazione della Haddock Force (forza merluzzo), un'unità di Wellington con lo scopo di bombardare l'Italia settentrionale partendo dagli aeroporti francesi di Salon-de-Provence e Le Vallon (vicino a Marsiglia).
L'11 giugno arrivarono a Salon-de-Provence sei Wellington con meta finale gli stabilimenti aeronautici Caproni di Milano, mentre era compito di 36 Whitley provenienti dall'Inghilterra centrare Fiat Mirafiori e l'Ansaldo di Genova. I Wellington scaldarono i motori ma appena prima di iniziare a rullare in pista vennero bloccati dai soldati francesi che ricevettero l'ordine direttamente dall'ammiraglio François Darlan e dal capo di stato maggiore dell'Armée de l'air (l'aeronautica militare francese) Joseph Vuillemin, i quali temevano ritorsioni della Regia Aeronautica. I Whitley furono oggetto di cannonate partite dalla contraerea francese fino al confine italiano ma il loro vero nemico furono le Alpi, che obbligarono 23 bombardieri a tornare indietro, uno vi si schiantò e due dovettero alleggerirsi scaricando prematuramente gli ordigni; 10 aerei arrivarono comunque a Torino ma non scalfirono minimamente la FIAT provocando invece 15 morti e 38 feriti tra la popolazione.
La notte del 16 giugno otto Wellington della Haddock Force ricevettero l'autorizzazione a decollare (anche perché nel frattempo la stessa aeronautica militare francese e la BAASF avevano iniziato a colpire l'Italia settentrionale) per danneggiare il porto di Genova che però non fu trovato; la notte successiva, non trovando la Caproni, i bombardieri danneggiarono alcuni edifici e un ospizio a Milano. Fino alla metà di agosto il Bomber Command non tornò più sui cieli italiani, ritenuti però più facili da solcare rispetto a quelli tedeschi a causa dell'imprecisione e della scarsità della contraerea.

#### Contrasto all'operazione Seelöwe e ritorno in Italia

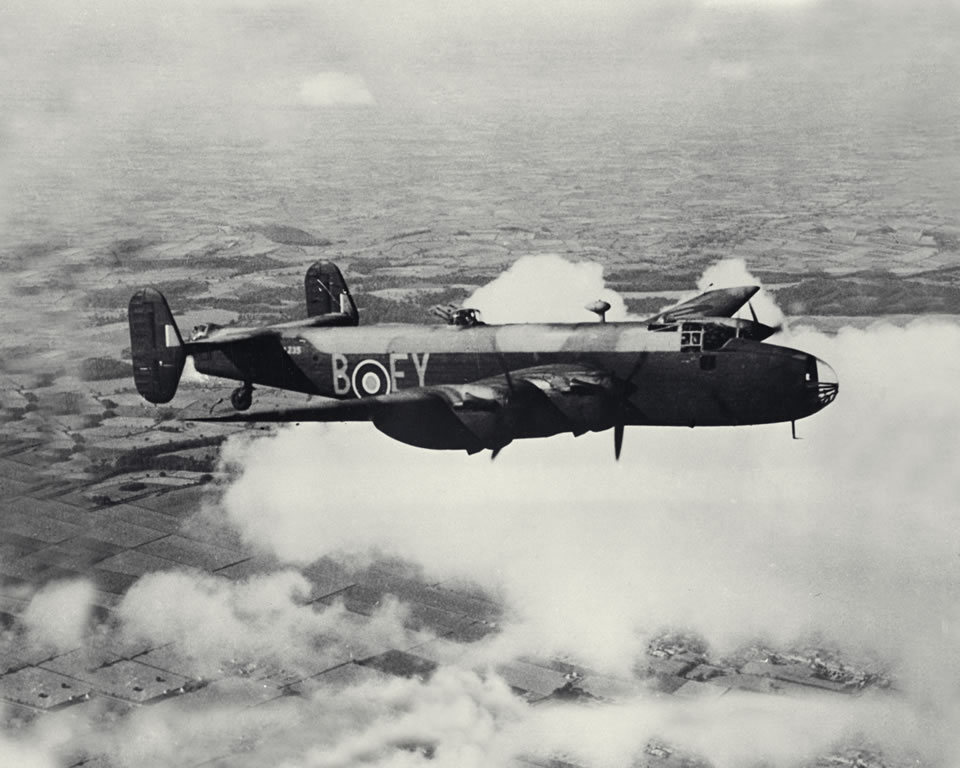
Handley Page Halifax

Il 18 giugno gli ultimi squadrons lasciarono la Francia ormai dominata dalla Luftwaffe. Immediatamente lo stato maggiore della RAF chiese e ottenne dal governo più autonomia per il Bomber Command affinché potesse dedicarsi con maggiore efficienza alle operazioni strategiche sulla Germania e Cyril Newall, capo di stato maggiore della RAF, vi allegò cifre a dir poco ottimistiche sui potenziali danni che il nemico avrebbe subito, forte anche del fatto che tre nuovi bombardieri erano in via di assegnazione agli squadrons: lo Short S.29 Stirling, l'Handley Page Halifax e l'Avro 679 Manchester.
Nell'estate 1940 scoppiò la battaglia d'Inghilterra, durante la quale fece da protagonista il Fighter Command, il comando caccia. Durante gli scontri tra aviatori tedeschi e inglesi il Bomber Command fu chiamato a disturbare la probabile invasione via mare del Regno Unito, operazione chiamata dai tedeschi "Seelöwe" (leone marino). L'incaricato dello stato maggiore della RAF Sholto Douglas designò il 4 luglio obiettivo prioritario Kiel dove era ancorata la corazzata Scharnhorst, Amburgo, dove forse era ancorata la Bismarck, e i porti di Brema, Rotterdam, Wilhelmshaven e Brunsbüttel. A partire dal 15 luglio 1940 fino alla fine di ottobre il Bomber Command iniziò questo genere di operazioni non risparmiando neanche Vlissingen, Ostenda, Boulogne-sur-Mer, Calais e Dunkerque riuscendo a distruggere circa 200 chiatte. Il 12 e il 13 agosto due Hampden del 49º squadrone e tre dell'83º riportarono un grande successo nel distruggere un canale vicino a Dortmund, nonostante due aerei vennero abbattuti dalla FlaK.
La notte del 13-14 agosto 1940 il Bomber Command tornò a sfidare l'aeronautica e la contraerea italiana con 15 attacchi susseguitesi fino alla notte del 12-13 gennaio 1941. Nel primo attacco pochissimi dei 32 Whitley partiti dall'Inghilterra arrivarono a Milano, dove la Caproni fu mancata di sette km, e Torino, su cui piovvero una quarantina di bombe. La mancanza di un sistema di guida rendeva ancora ciechi gli equipaggi dei bombardieri che riferirono, anche dopo aver bombardato Alessandria e Tortona, di aver danneggiato la FIAT o le stazioni ferroviarie di Porta Nuova e Porta Susa. Altri attacchi portati le notti del 14-15 e 24-25 agosto ebbero gli stessi risultati, idem il 26-27 (nonostante la presenza dell'asso Leonard Cheshire), il 27-28 e l'1-2 settembre. Seguì una pausa fino alla notte del 20-21 ottobre quando il Bomber Command anziché scaricare le bombe su Genova e Marghera (sempre a causa delle difficoltà della navigazione notturna e del rilevamento delle città) aprì i portelloni su Verona, Alessandria, Pavia e nella provincia di Savona. Una precisione maggiore si verificò invece l'8-9 novembre, il 27-28 novembre e il 3-4 dicembre. L'11-12 dicembre si ritornò nella "normalità" mancando completamente i bersagli primari di Milano e Genova, il 20-21 dicembre le bombe finirono in gran parte nella campagna veneta e il 12-13 gennaio 1941 furono affondati due piroscafi nella laguna di Venezia.
L'Italia meridionale era invece da tempo competenza della RAF di Malta e della Fleet Air Arm, l'aeronautica della Royal Navy.

#### Reazione all'incidente di Londra
Il 24 agosto 1940 un paio di equipaggi della Luftwaffe fuori rotta, convinti di volare sopra la campagna inglese, si alleggerirono del carico bellico. In realtà erano proprio sopra Londra e colpirono del tutto accidentalmente i quartieri centrali della capitale. Lo stesso Hitler aveva categoricamente vietato di bombardare la città, ma Churchill ne approfittò per ordinare al Bomber Command una rappresaglia su Berlino, nella speranza che il dittatore tedesco reagisse a sua volta colpendo città anziché continuare a martoriare gli aeroporti della RAF. La notte tra il 25 e il 26 agosto 81 tra Wellington, Whitley e Hampden diressero per Berlino incontrando un denso strato di nubi che ebbe anche l'effetto di nasconderli dalla FlaK, difatti non ci fu nessuna perdita. Al ritorno dalla missione però, solo 29 equipaggi riferirono di aver attaccato Berlino e 18 altri obiettivi di ripiego. La Luftwaffe cadde nella trappola e il suo capo Hermann Göring ordinò ai generali Kesselring, Stumpff e Sperrle di spostare l'attenzione verso le città.

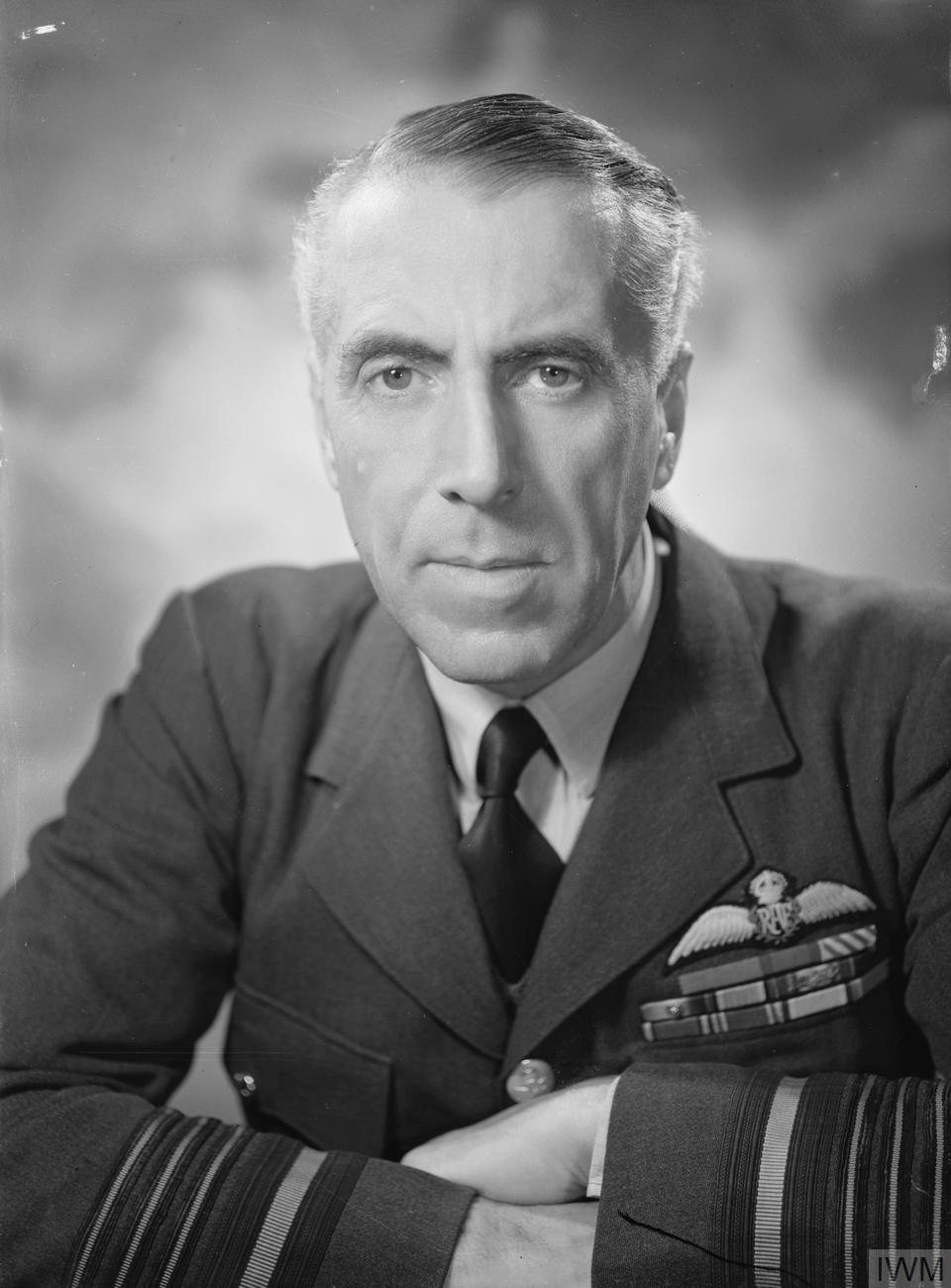
Il maresciallo dell'aria Richard Peirse tenne i comando del Bomber Command dall'ottobre 1940 al gennaio 1942.

Nel pieno della battaglia d'Inghilterra (11 settembre 1940) Charles Portal inviò una nota allo stato maggiore della RAF in cui si menzionava per la prima volta la possibilità di sottoporre la Germania a bombardamenti indiscriminati, a patto però che ogni città designata contenesse un obiettivo militare: Berlino, Amburgo, Brema, Essen, Düsseldorf, Darmstadt, Braunschweig, Francoforte sul Meno, Hannover, Kiel, Mannheim, Munster, Monaco di Baviera, Lipsia, Coblenza, Magdeburgo, Magonza, Norimberga e Stoccarda sarebbero potute essere attaccate da 150-160 aerei e 130 tonnellate di bombe per volta. L'incaricato dello stato maggiore della RAF Sholto Douglas fece sapere a Portal il 21 settembre che le basi portuali nemiche passavano ad obiettivo secondario (eccetto i ricoveri dei sommergibili) in favore degli impianti petroliferi, dalle comunicazioni e dall'industria aeronautica tedesca. Il 30 settembre il nuovo segretario di Stato per l'aviazione Archibald Sinclair, appoggiato da Churchill, convinse lo stato maggiore della RAF ad impiegare il Bomber Command in un'offensiva strategica generale contro la Germania. Di lì a poco gli alti comandi della RAF subirono vari cambiamenti, con Richard Peirse nominato comandante in capo del Bomber Command al posto di Portal (elevato a capo di stato maggiore della RAF al posto di Cyril Newall), e Norman Bottomley successe ad Arthur Harris (diventato incaricato dello stato maggiore al posto di Douglas) alla guida del 5th Group.
Gli insuccessi del Bomber Command intanto non si fermarono, così come i rapporti straordinariamente ottimistici degli alti comandi derisi ironicamente da Harris (motivo per cui fu sostituito al comando del 5th Group e inviato negli Stati Uniti per trattare forniture militari e di metalli). Il 25 ottobre Charles Portal suggerì a Peirse di bombardare le città per due o tre notti successive facendo cadere in principio spezzoni incendiari, per colpire poi i fuochi accesi impedendone lo spegnimento, ma senza un sistema di guida efficiente Essen, Danzica, Dresda e Amburgo subirono nessuno o pochi danni. Emblematica di questa cecità notturna fu l'operazione Abigail ("cameriera", per servire i tedeschi di tutto punto) diretta contro Mannheim: il 16 dicembre, a condizioni meteo ottime, 102 equipaggi su 134 dichiararono di aver colpito con precisione le ferrovie e i centri industriali della città; idem per le notti del 17-18, 18-19 e 22-23 dicembre; i risultati evidenziati però dalle ricognizioni fotografiche si rivelarono nulli. Ancora nella notte tra il 23 e il 24 dicembre gli aerei di prima linea del Bomber Command furono mobilitati quasi interamente per distruggere due impianti petroliferi a Gelsenkirchen, ma anche qui le dichiarazioni positive di 296 equipaggi non trovarono riscontro nelle ricognizioni fotografiche.
Di esito ben diverso furono invece i raid contro le città costiere dell'Italia meridionale, poco protette e facilmente riconoscibili a causa della loro vicinanza al mare e, per il caso di Napoli, dal Vesuvio.
Il 1940 si chiuse per il Bomber Command con 22.473 sortite totali (di cui 11.071 sulla Germania) in cui vennero sganciate 13.242 tonnellate di ordigni (7.135 sulla sola Germania) e 762 mine navali; i velivoli persi furono 475.

### 1941

#### Fine della battaglia d'Inghilterra

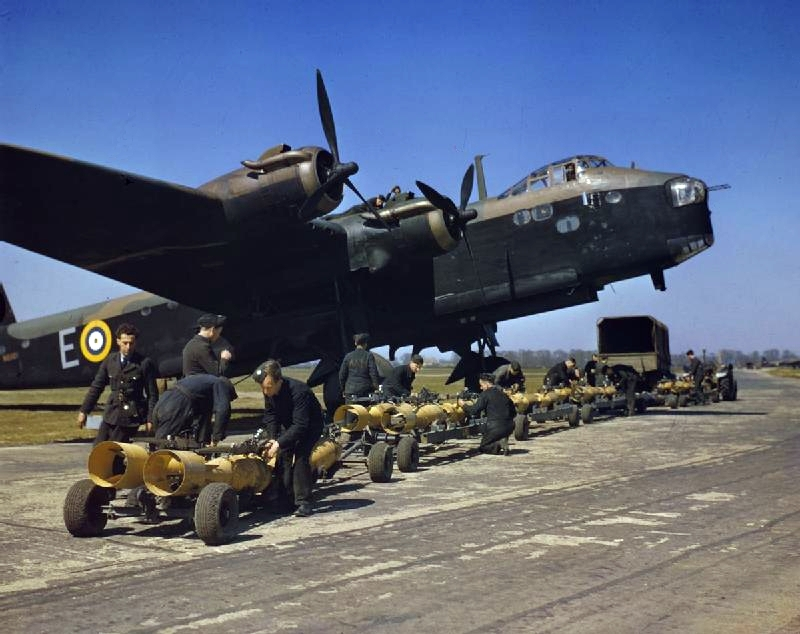
Lo Short S.29 Stirling, primo bombardiere quadrimotore impiegato dal Bomber Command

Il tempo cronicamente avverso al volo diminuì drasticamente le operazioni del Bomber Command, nel frattempo chiamato nuovamente da Churchill a neutralizzare le grandi unità della Kriegsmarine (corazzate Scharnost, Gneisenau, Bismarck e incrociatore pesante Prinz Eugen) a causa dell'intensificarsi della battaglia dell'Atlantico, nei primi due mesi del 1941. La notte del 30-31 marzo 1941 cominciarono le operazioni ma al termine delle stesse la Gneisenau incassò solo quattro bombe (la nave comunque non poté lasciare il porto perché centrata da un siluro lanciato da un Bristol Beaufort del Coastal Command) e la Scharnost cinque nel porto di La Rochelle. Il bombardiere Short S.29 Stirling esordì la notte del 10-11 febbraio quando tre di questi apparecchi mancarono completamente un deposito di carburante a Rotterdam; il turno dell'Avro 679 Manchester venne la notte del 24-25 febbraio ma i sei esemplari non colpirono il Prinz Eugen ancorato a Brest; anche gli Handley Page Halifax non fecero nessun danno nella loro prima missione, verificatasi la notte del 10-11 marzo, volando sopra il porto di Le Havre.

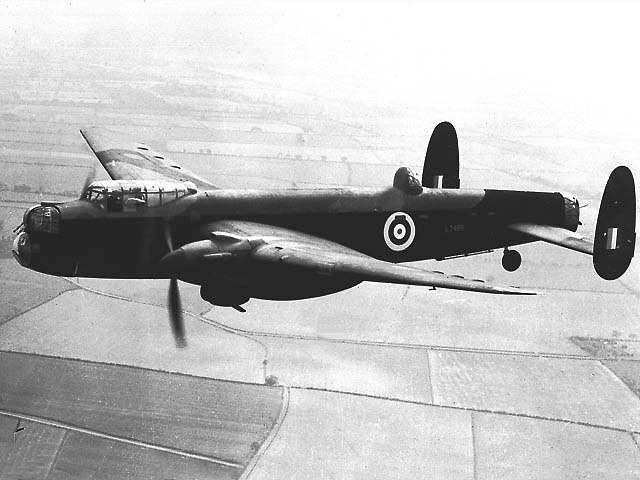
Avro 679 Manchester

Peirse deprecò subito questo tipo di missioni, sostenendo che fossero inefficaci data la notevole difficoltà nel mettere a segno una bomba su una nave da migliaia di metri di altitudine, opinione peraltro condivisa dallo stesso stato maggiore della RAF, che rivisitò le priorità assegnando pari importanza a centri industriali, centri petroliferi e obiettivi navali. La notte del 12-13 marzo 1941 il Bomber Command attaccò la Focke-Wulf di Brema con 44 Wellington e 32 Blenheim; la fabbrica fu colpita da 12 bombe su 972 lanciate. Seguirono altri attacchi a Düsseldorf e Berlino e la notte dal 31 marzo al 1º aprile su Emden cadde per la prima volta una bomba da 4.000 libbre (1.814 kg).
Dalla fine del 1940 era iniziata la cosiddetta offensiva Circus, una serie di attacchi in massa portati dai caccia britannici contro i bersagli più facili ed evidenti al di là della Manica, in modo tale da fare alzare in volo la caccia tedesca e assestargli il colpo di grazia. Il Bomber Command mise in gioco qualche squadrons per far sembrare più credibile l'offensiva e quando le operazioni terminarono, nella prima metà del giugno 1941, erano state effettuate 374 missioni. L'ex capo di stato maggiore della RAF Hugh Trechard, contrario a questo uso dei bombardieri, il 19 maggio 1941 ribadì a Churchill e a tutti i capi di stato maggiore che l'offensiva aerea doveva essere totalmente concentrata sui cieli della Germania, proponendo di aumentare enormemente il parco aerei ed equipaggi in modo da poter sopportare anche le prevedibili alte perdite. Trenchard era convinto che questa offensiva di bombardamento contro le città e i civili, devastando le aree abitate, avrebbe provocato il crollo del morale della popolazione tedesca, ritenuta "esausta, apatica e facile preda del panico e dell'isteria". Il realismo di Churchill, consapevole dei limiti e degli insuccessi del Bomber Command, mise ancora una volta in ombra le parole di Trenchard.

#### Il rapporto Butt
Nel 1941 cominciò l'uso delle bombe a potenziale medio (medium capacity, MC), anch'esse imbottite inizialmente con tritonal e poi con RDX prima e con torpex poi. Il peso di queste bombe poteva essere di 500, 1.000 o 4.000 libbre, ma si arrivò a 12.030 libbre nel 1944 ed a 22.000 nel 1945. Ancora, nell'autunno 1941 giunsero le bombe ad alto potenziale (high capacity, HC) dette anche block buster (spiana isolati) nei pesi da 2.000 e 4.000 libbre, aumentati a 8.000 nel 1942 ed a 12.000 nel 1943; le bombe HC erano di forma cilindrica, piatte sia sopra che sotto, per fare in modo che precipitassero con una bassa velocità e causassero il massimo di devastazione orizzontale allo scoppio.
Il 22 giugno 1941 la Wehrmacht diede inizio alla colossale operazione Barbarossa, l'invasione dell'Unione Sovietica. Portal elaborò immediatamente un piano per distruggere 43 città tedesche con oltre 100.000 abitanti ma la ripresa delle operazioni Circus dirottò in parte i suoi bombardieri e quelli che sorvolarono di notte la Germania ottennero i soliti deludenti risultati. Il dilagare delle forze di Hitler nei Balcani con l'invasione della Jugoslavia spinse il Bomber Command a compiere alcune incursioni su Sofia (la capitale bulgara) le notti del 6-7 e 13-14 aprile impiegando i Wellington stanziati in Grecia.
In attesa del sistema di radionavigazione GEE il Bomber Command continuò a compiere incursioni dispersive e prive di risultati sostanziali. La conferma di questo trend negativo arrivò da una relazione sviluppata dal segretario del gabinetto di Guerra David Bensusan-Butt, diventata famosa come "rapporto Butt". Butt esaminò tutte le 6.103 missioni di bombardamento notturno del Bomber Command svolte nei mesi di giugno e luglio 1941 e constatò che i 2/3 degli equipaggi avevano dichiarato di aver centrato gli obiettivi designati. Incrociando i rapporti post-operazione con le ricognizioni fotografiche Butt arrivò invece alla conclusione che solo 1.200 equipaggi avevano bombardato un'area di 203,3 km² attorno agli obiettivi. Approfondendo la questione e definendo "punto di mira" il centro dell'obiettivo designato, Butt scoprì anche che solo 1/3 delle bombe era caduto in un raggio di cinque miglia (8 km) dal punto di mira. Il vero problema del Bomber Command non era distruggere fabbriche e porti, ma trovarli.
Il rapporto Butt impressionò Churchill e il gabinetto di Guerra. In agosto GEE diventò finalmente operativo (anche se per poco dato che il suo impiego fu ritardato di sette mesi) e al Bomber Command giunsero nuove e più potenti bombe oltre a venti Boeing B-17C, chiamati Fortress I. Questo velivolo di produzione statunitense fu utilizzato da Peirse in numero di due o tre per missione ma il suo armamento insufficiente, unito all'incapacità di caricare una notevole quantità di ordigni, fece sì che il Bomber Command li impiegò solamente dall'8 luglio al 25 settembre 1941. I mesi fino alla fine dell'anno furono segnati da decine di genericamente infruttuosi bombardamenti sulle città tedesche (Amburgo, Colonia e Brema tra tutte) e da incursioni dai risultati migliori sopra i cieli italiani, specie quelli dell'Italia meridionale dove, per opera dei bombardieri di Malta ad esempio, la notte del 7-8 novembre Brindisi registrò il più alto numero di caduti in una sola incursione tra tutte quelle svoltesi sulle città italiane fino a quel momento, con 96 vittime.
Le elevate perdite del Bomber Command subite nei cieli tedeschi spinsero Churchill e lo stato maggiore della RAF a ridurre l'offensiva aerea per risparmiare equipaggi e rilanciarla nella primavera 1942.
Durante il 1941 il Bomber Command effettuò un totale di 32.012 sortite (di cui 20.897 sulla Germania), perse 923 aerei e lanciò 32.313 tonnellate di bombe tra convenzionali ed incendiarie (di cui 15.803 piovvero dai Vickers Wellington e solo 48 dai B-17C).

### 1942

#### L'arrivo di Arthur Harris

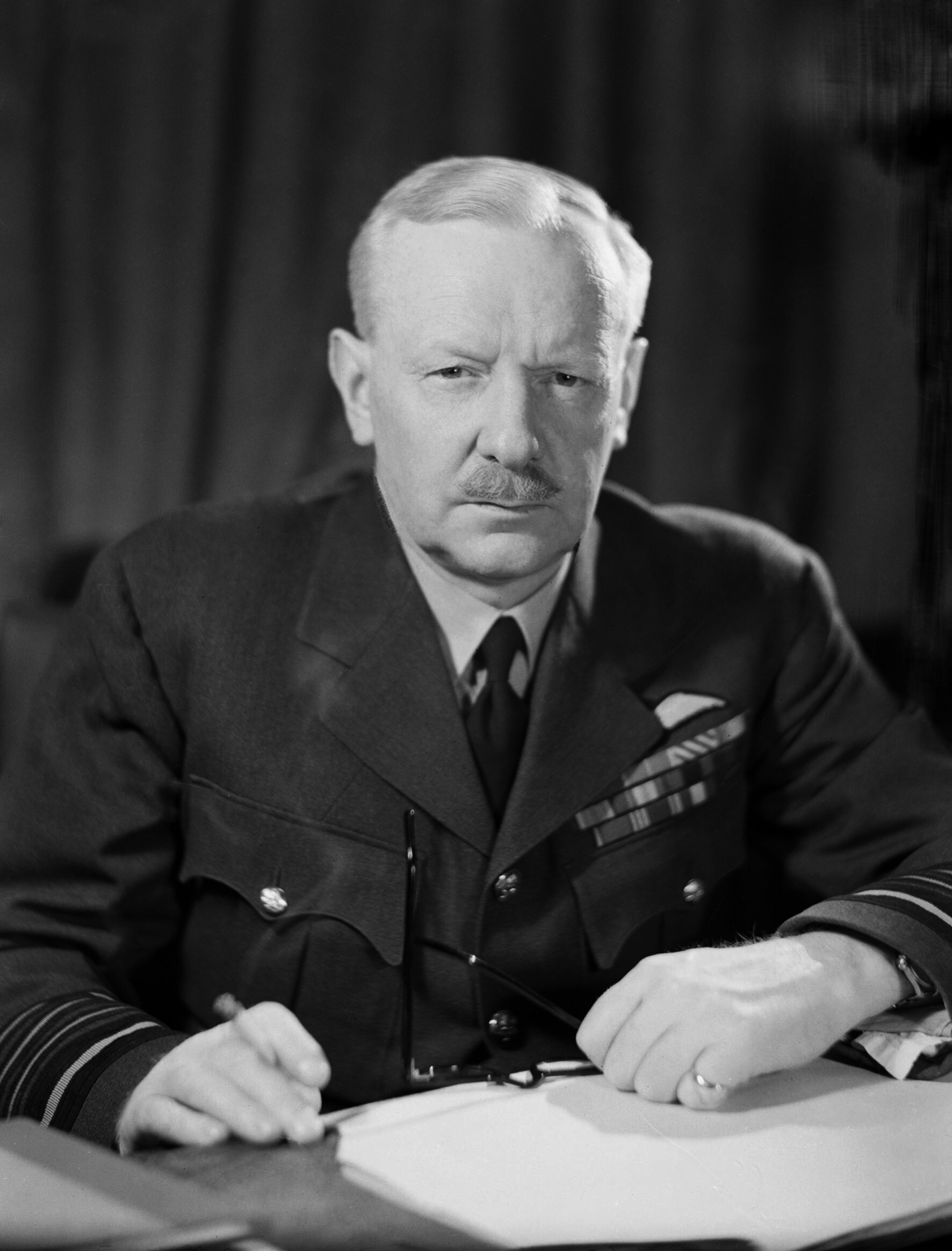
Arthur Harris, comandante in capo del Bomber Command dal 22 febbraio 1942 al 15 settembre 1946

L'8 gennaio 1942 Richard Peirse fu nominato comandante in capo della RAF in India. Per un mese e mezzo il Bomber Command non fu diretto da un comandante in capo ma da un commissario, il capo del 3rd Group Jack Baldwin, che inizialmente si limitò ad ordinare normali attacchi notturni sulle città francesi della Manica, Rotterdam, Amburgo e Brema. A smuovere le acque ci pensò l'operazione Cerberus tedesca che prevedeva lo spostamento dello Scharnhorst, della Gneisenau e del Prinz Eugen dalla base di Brest ai porti della Germania settentrionale. Contro queste tre grandi unità della Kriegsmarine la RAF lanciò vari attacchi ma le navi giunsero sane e salve a destinazione; il Bomber Command in particolare impiegò per la prima volta i Boston e perse in totale venti apparecchi.
Su diretta sollecitazione di Charles Portal il 22 febbraio 1942 Arthur Harris, l'ex comandante del 5th Group, divenne il nuovo comandante in capo del Bomber Command. Lo stesso giorno del suo insediamento disse a Churchill ed a tutti i capi di stato maggiore che i suoi 784 velivoli sarebbero dovuti decuplicare se il Regno Unito voleva vincere la guerra. La sua idea di radere al suolo la Germania colpendo indiscriminatamente le città si accompagnò in maniera perfetta ad una direttiva di Portal del 14 febbraio, inoltre già dal 9 febbraio il segretario di Stato per l'aviazione Archibald Sinclair aveva reso noto al gabinetto di Guerra le intenzioni della RAF di dare nuovo impulso all'offensiva sulla Germania, anche per appoggiare l'alleato sovietico. La direttiva di Portal del 14 febbraio 1942 affermava con chiarezza che l'obiettivo dell'offensiva del Bomber Command sarebbe stato da quel momento, provocare un crollo del morale della popolazione civile, in particolare degli operai delle industrie tedesche pesanti di Essen, Duisburg, Düsseldorf e Colonia che erano identificabili con relativa facilità con il nuovo sistema radar GEE. La direttiva precisava però che "i punti da colpire devono essere le aree fabbricate e non i depositi e le fabbriche di aerei".
La direzione di Harris iniziò nel migliore dei modi anche se ciò non dipese dalle sue abilità: la notte del 3-4 marzo 1942 egli, rispondendo ad una direttiva datata 6 febbraio (cioè quando ancora Portal non si era espresso chiaramente favorevole ai bombardamenti di massa), inviò su Billancourt 235 bombardieri per colpire le fabbriche Renault e, pur senza che gli equipaggi mettessero in pratica nuove tecniche o disponessero di nuovi apparati di navigazione, la missione si rivelò un clamoroso successo. La buona sorte durò poco perché l'8-9 marzo, stavolta sfruttando una nuova tattica datata 21 febbraio chiamata Shaker che prevedeva lo scaglionamento degli aerei in tre sezioni ("illuminatori" e "segnalatori di obiettivo" dotati di GEE e "forza principale"), un'analoga incursione su Essen non procurò nessun danno alla città, così come un altro tentativo ripetuto la notte tra il 10 e l'11 marzo (fu anche la prima missione di bombardamento degli Avro 683 Lancaster). Un piccolo successo era stato ottenuto invece la notte del 13-14 marzo su Colonia, ottimamente individuata da "illuminatori" e "segnalatori di obiettivo".

#### Lubecca, Rostock e il piano "Mille"

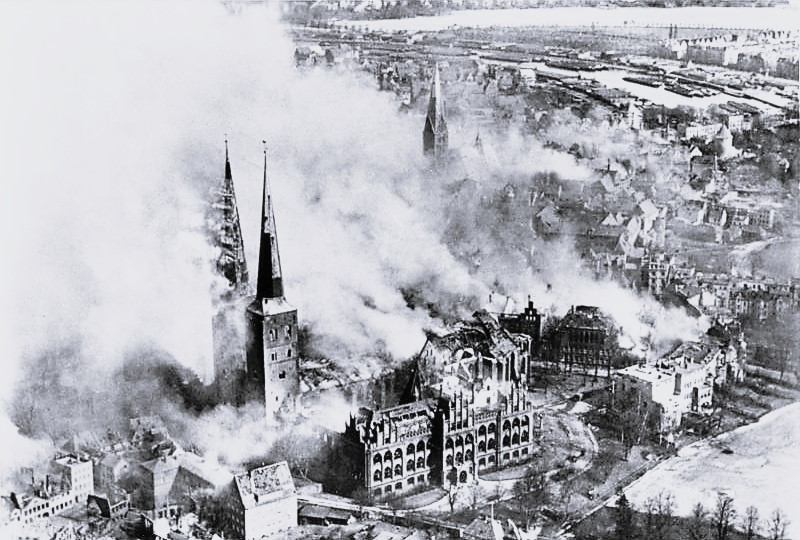
La chiesa di Santa Maria di Lubecca in fiamme dopo il bombardamento del 28 marzo

Una svolta decisiva per le operazioni del Bomber Command avvenne a Lubecca, luogo del primo bombardamento a tappeto riuscito sulla Germania. Da tempo lo stato maggiore della RAF chiedeva di eseguire un bombardamento facendo ampio ricorso ai mezzi incendiari ed Harris scelse l'ex città della Lega Anseatica perché il suo centro storico era concentrato in uno spazio ridotto ma fittamente edificato, soprattutto con il legno, perché era debolmente presidiata dalla FlaK e dalla caccia notturna tedesca e perché vi era una vasta zona industriale. L'attacco iniziò alle 22:30 del 28 marzo 1942 e comportò ingenti danni, specialmente alla città vecchia e alla periferia. Otto aerei furono abbattuti dalla contraerea e cinque risultarono distrutti o con l'equipaggio catturato a causa della perdita della rotta di navigazione. A Lubecca perirono 312 persone ma la produzione industriale riprese presto, anche se non a pieno regime.

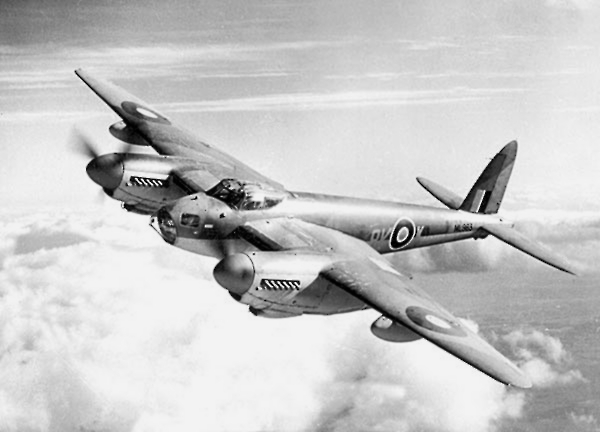
de Havilland DH.98 Mosquito. Questo aereo svolse la prima missione per il Bomber Command il 31 maggio 1942

Verso la fine di aprile Harris ordinò anche una serie di bombardamenti a tappeto su Rostock. Debolmente difesa e con caratteristiche edilizie simile a Lubecca, Rostock subì quattro incursioni dall'esito alterno le notti del 23, 24, 25 e 26 aprile che causarono circa 2.000 morti e gravissime devastazioni. Dodici aerei non tornarono in Inghilterra ma decine di migliaia di tedeschi furono evacuati fino a quando l'ultimo incendio non venne spento, anche se, come a Lubecca, la produzione industriale non subì gravi flessioni. Churchill si congratulò con Harris per i successi conseguiti dai suoi uomini, aiutati su Lubecca e Rostock dalla luce lunare, dalla bassa risposta della FlaK e da ottime condizioni meteorologiche.
Con le operazioni Circus che ricominciarono, Harris risparmiò a maggio i suoi 449 aerei di prima linea che ora non contavano più i Whitley, radiati dopo un'ultima missione eseguita la notte del 29-30 aprile su Ostenda. Tra tanti attacchi dispersivi il comandante in capo del Bomber Command stava però organizzando il Thousand Plan (piano Mille), l'attacco con mille bombardieri a tre città tedesche, Colonia, Essen e Brema, impiegando per la prima volta la tattica del bomber stream che da quel momento il Bomber Command avrebbe applicato fino al termine della guerra. Con l'aiuto degli altri comandi della RAF e spremendo fino all'ultimo le unità della riserva Harris riuscì a racimolare 1.046 bombardieri che la notte del 30 maggio distrussero a Colonia 243 ettari di superfici edificate (più o meno come in tutte le precedenti incursioni della RAF sulla Germania in due anni) provocando gravissimi danni (la ricognizione diurna del giorno dopo fu la prima missione dei de Havilland DH.98 Mosquito per il Bomber Command); ad Essen invece la notte tra l'1 e il 2 giugno il persistente strato di smog annebbiò la vista degli equipaggi dei 956 bombardieri inviati, che colpirono in minima parte la città scaricando la loro offensiva sulle vicine Oberhausen, Mülheim an der Ruhr e Duisburg; infine Brema fu oggetto il 25 giugno dell'incursione di 1.006 bombardieri, 899 dei quali appartenenti al Bomber Command. La spessa coltre di nubi presente sopra Brema costrinse 151 aerei ad aprire i portelloni bombe affidandosi unicamente a GEE, e nel suo complesso il bombardamento si rivelò molto dispersivo. La ricognizione del giorno dopo confermò tale cosa ma la capitale dello stato tedesco risultò ugualmente colpita duramente (la missione fu l'ultima per gli Avro 679 Manchester del Bomber Command). I tre grandi attacchi costarono a Harris circa 115 aerei.
Così Arthur Harris scrisse a Churchill il 17 giugno 1942. Nella stessa lettera si chiedeva lo scioglimento del Coastal Command e dell'Army Co-operation Command e il trasferimento di tutti i loro velivoli al Bomber Command, di far arrivare il più alto numero possibile di bombardieri dagli Stati Uniti e persino di chiedere a Stalin la cessione di tutti i bombardieri della VVS, l'aeronautica militare sovietica. Richieste ovviamente respinte dal gabinetto di Guerra britannico.

#### Genova, Milano e Torino
L'estate del 1942 portò due grandi, ma inizialmente poco significative, novità: venne creata il 15 agosto la Pathfinder Force, una speciale unità di bombardieri incaricati di localizzare gli obiettivi ma che non beneficiò di nuovi strumenti (eccezion fatta per il sistema di puntamento Mark XIV), e diventò operativa la Eighth Air Force (ottava forza aerea) statunitense, composta dall'VIII Bomber Command e dall'VIII Fighter Command, reparti che impiegarono del tempo prima di diventare pienamente efficienti.

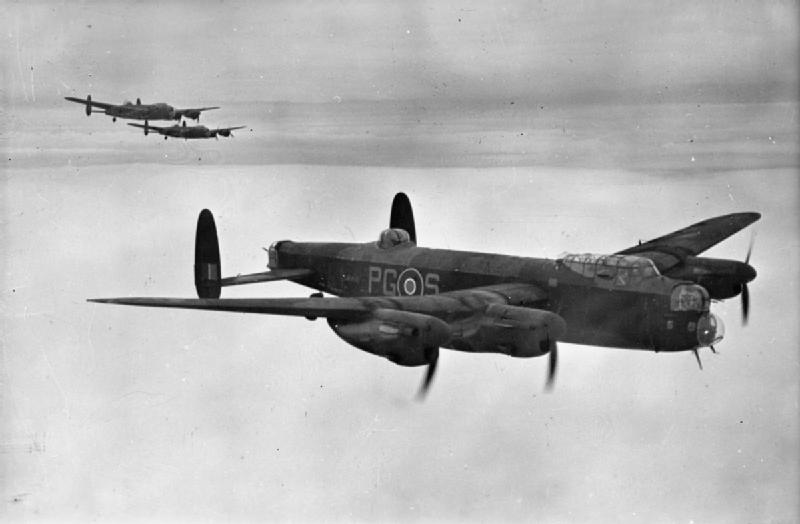
Tre bombardieri quadrimotori Avro 683 Lancaster

Dopo gli eccezionali risultati conseguiti a Lubecca, Rostock e Colonia il Bomber Command non ottenne risultati analoghi fino alla fine di settembre. Un'azione di rilievo fu quella eseguita il giorno 11 luglio (fu la più grande incursione diurna mai compiuta fino a quel momento) da 44 Lancaster contro i cantieri dei sommergibili a Danzica e il 31 luglio da 630 bombardieri sopra Düsseldorf, risoltasi con un modesto successo. Anche Magonza fu pesantemente "visitata" le notti dell'11 e 12 agosto; la corazzata Tirpitz fu ripetutamente mancata, così come la portaerei Graf Zeppelin ancorata a Gdynia; fu, d'altra parte, completamente distrutta la sede della Gestapo di Oslo per mano degli equipaggi dei Mosquito.
A settembre GEE era ormai installato sull'80% degli aerei ma le contromisure elettroniche tedesche erano diventate efficienti e indirizzarono numerose formazioni fuori rotta, costringendo gli scienziati del Bomber Command a velocizzare la messa a punto del nuovo sistema di guida Oboe e i vertici a spostare l'offensiva aerea sui cieli italiani, meno difesi e senza interferenze radio nel tratto iniziale servito da GEE. Inoltre il generale Montgomery era in procinto di iniziare la seconda battaglia di El Alamein e il 28 ottobre era l'anniversario della marcia su Roma, per cui una serie di poderosi bombardamenti avrebbe diminuito il prestigio di Mussolini.
Tuttavia prima di iniziare il nuovo ciclo di voli di guerra sull'Italia al tenente colonnello L.C. Slee fu ordinato di guidare 94 equipaggi sulle fabbriche Schneider Electric di Le Creusot, in quella che diverrà la massima impresa diurna mai tentata dal Bomber Command fino a quel momento (superando l'incursione su Danzica dell'11 luglio) iniziata perché si prevedeva di colpire l'Italia anche di giorno. Gli equipaggi vennero accuratamente addestrati ma la ricognizione successiva all'attacco (avvenuto il 17 ottobre 1942) mostrò che pochissime bombe caddero sull'obiettivo.
Shark (squalo, il nome in codice britannico per designare Genova) fu la prima città italiana ad essere bombardata dagli Avro Lancaster la sera del 22 ottobre 1942. Piazza De Ferrari fu facilmente individuata dagli otto Pathfinder in testa a 104 bombardieri, poco disturbati dalla contraerea e dai proiettori di luce. La missione fu definita dal ministero dell'aviazione "la più concentrata finora realizzata" e non comportò perdite per il Bomber Command, mentre Genova ebbe 31 ettari di superfici edificate distrutti. Harris colse l'occasione propizia e la sera del giorno successivo, il 23 ottobre, inviò altri 122 velivoli per colpire l'Ansaldo ma un fitto strato di nubi disperse notevolmente le bombe che piovvero vicino a Savona e Vado Ligure. Tre furono gli equipaggi persi da Harris.
Il 24 ottobre Milano fu la destinazione di un innovativo piano d'attacco elaborato da Harris. Novanta Lancaster effettuarono l'unica incursione diurna mai effettuata sul territorio italiano da basi britanniche per quello che doveva essere il preludio ad un successivo bombardamento notturno. Settantaquattro bombardieri arrivarono nel capoluogo lombardo e colpirono soprattutto i quartieri settentrionali e orientali, comprese molte fabbriche e il sistema ferroviario. Il cattivo tempo salvò la città dalla seconda incursione, che devastò le campagne anziché il duomo come era stato stabilito. In totale andarono persi nove aerei e Milano contò 171 vittime.
Genova tornò ad essere bersaglio degli equipaggi britannici le notti del 6, 7, 13 e 15 novembre causando ingenti danni (1.250 case distrutte e il 40% dei moli momentaneamente inservibili) con perdite minime di bombardieri quindi fu la volta di Torino (Char, salmerino alpino in codice). Il capoluogo piemontese fu bombardato la sera del 18 novembre 1942 con l'ordine di Harris di mirare a Piazza Statuto, all'arsenale e alla FIAT; l'attacco causò alcuni danni alla fabbrica di automobili e di più gravi ad altre industrie nonché ai quartieri residenziali mentre il Bomber Command non ebbe perdite. La sera del 20 novembre si scatenò sulla città l'assalto più duro mai compiuto fino ad allora contro una città italiana: 232 bombardieri danneggiarono gravemente i trasporti, numerosi edifici pubblici, ampie zone residenziali e una trentina di industrie al prezzo di tre soli aerei. La notte del 28 novembre il record di tonnellaggio scaricato su una città italiana fu battuto nuovamente (caddero 192 tonnellate di bombe convenzionali e 194 tonnellate di bombe incendiarie) a spese principalmente del centro della città e delle industrie. La contraerea si rivelò ancora una volta scadente e danneggiò un solo aereo che precipitò nella Manica, il cui pilota australiano Rawdon Hume fu il primo del Bomber Command a guadagnarsi la Victoria Cross (postuma). Il 29 novembre le cattive condizioni meteo attutirono significativamente l'offensiva inglese. L'8 dicembre Torino subì un altro devastante attacco centrato su Piazza Statuto e la sera successiva un ancora più intenso raid menomò quasi tutta la città. L'ultimo attacco della serie, talmente fallimentare che alcune bombe arrivarono in Valle d'Aosta, si verificò l'11 dicembre. In sette incursioni non tornarono alle basi di partenza 31 bombardieri.
Nel resto d'Europa l'attività del Bomber Command nell'ultimo trimestre del 1942 fu poco incisiva. Il 3 novembre entrò in servizio il Lockheed Ventura ma la caccia notturna tedesca si era potenziata e ogni mese venivano distrutti circa 140 bombardieri. Il 1942 terminò con 35.338 sortite (di cui 22.922 sulla Germania) che avevano visto lo sgancio di 46.292 tonnellate di bombe (37.794 sulla Germania). I Wellington erano ancora gli aerei più usati, seguiti dai Lancaster e dagli Stirling.

### 1943

#### Oboe e H2S

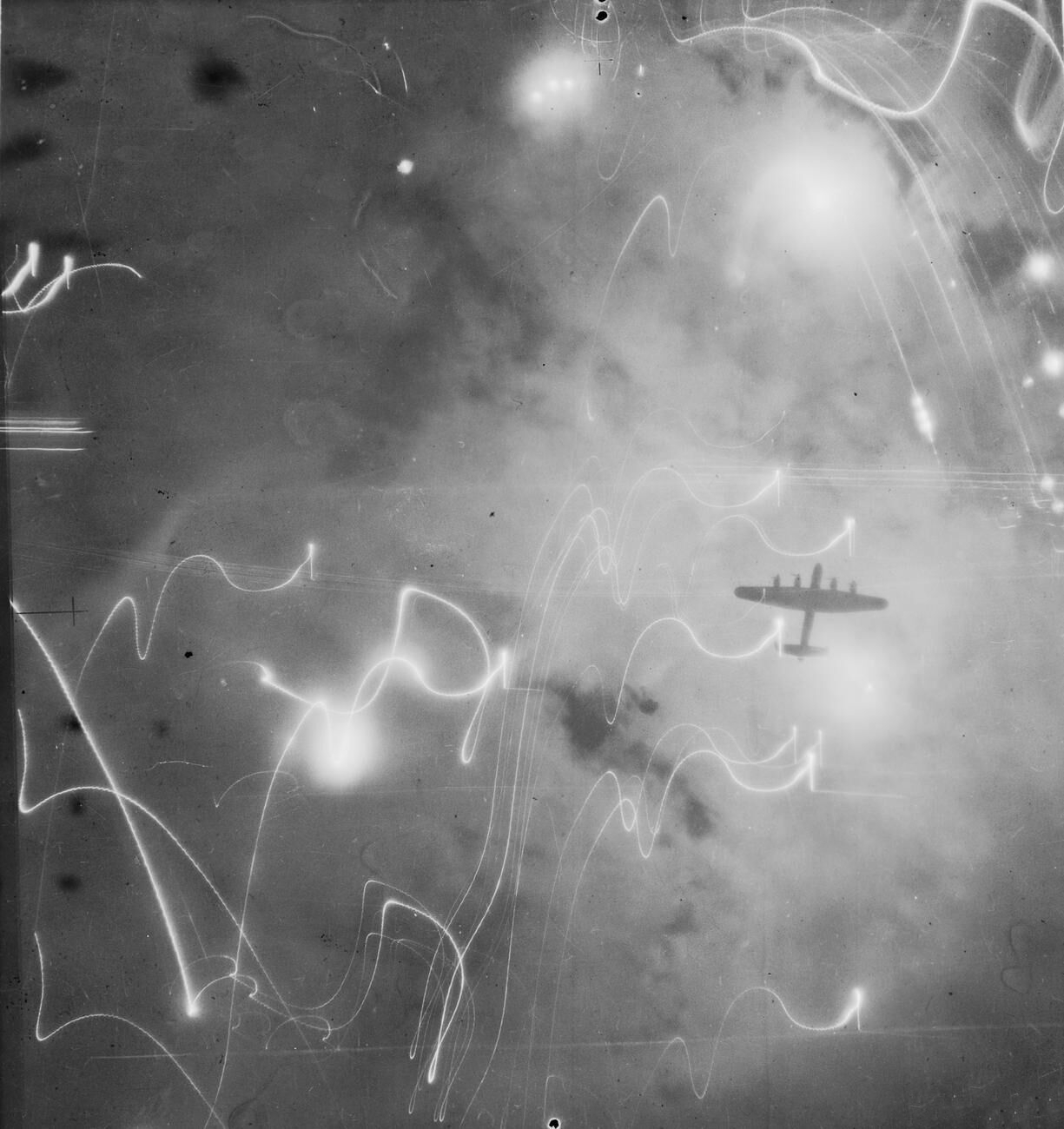
Un Avro Lancaster del 1st Group, fissato da un photo-flash, si staglia sulla pirotecnia di luci, fumo ed esplosioni presenti nel cielo di Amburgo durante l'incursione della notte tra il 30 e il 31 gennaio 1943. In questa occasione fu usato per la prima volta il radar aviotrasportato H2S

Agli inizi del 1943 il Bomber Command aveva in organico un migliaio di aerei in aumento, ma solo 506 erano di disponibilità immediata e con l'equipaggio al completo. Il primo dell'anno il 6th Group canadese diretto dal vicemaresciallo dell'Aria G.E. Brookes passò alle dipendenze del Bomber Command, e l'8 gennaio la Pathfinder Force fu riorganizzata nell'8th Group diretto da Donald Bennett.
Nelle prime due settimane di gennaio furono compiuti otto piccoli raid per rodare gli equipaggi dei Mosquito all'uso dell'apparato di radionavigazione Oboe, con risultati dall'esito alterno. Ai crescenti numeri di effettivi nella FlaK e nella caccia notturna tedesca la RAF rispose introducendo le bombe speciali "TI" (Target Indicators); queste una volta fatte cadere dai Pathfinder sarebbero esplose ad una determinata altezza proiettando tutt'intorno decine di candelotti luminosi gialli, rossi o verdi, allo scopo di delimitare l'area bersaglio (nel caso di nebbia o smog le TI avevano candelotti paracadutati). Questo nuovo espediente ricevette il battesimo del fuoco la notte tra il 16 e il 17 gennaio 1943 su Berlino (mai attaccata nel 1942) ma, tra sbagli di puntamento e nuvole fittissime, la missione si risolse in un insuccesso, così come quella della notte dopo sempre su Berlino (i punti di mira furono sì mancati, ma le bombe caddero ugualmente nella città).
A rivoluzionare i voli del Bomber Command arrivò a quel punto il sistema di radionavigazione H2S, un radar aviotrasportato, non dipendente da stazioni a terra e non intercettabile dai tedeschi, che, entro certi limiti, disegnava su uno schermo il territorio sottostante l'aereo. La notte tra il 30 e il 31 gennaio Amburgo fu la prima destinazione di H2S ma, complice un caccia notturno tedesco che disturbò un Mosquito mentre era impegnato nello sgancio delle TI, la grande città fu mancata del tutto. Tra il 2 e il 3 febbraio a Colonia si utilizzarono invece per la prima volta Oboe e H2S insieme, ma ancora una volta i danni offerti risultarono scarsi. Dopo un altro fallimentare e costoso attacco ad Amburgo, Torino fu scelta per essere la prima città italiana a vedere gli "alberi di Natale" (così erano soprannominati dai tedeschi i candelotti paracadutati delle TI che scendevano dal cielo): accolti da un inaspettato tiro contraereo che abbatté tre aerei (Hitler aveva inviato a Mussolini alcuni cannoni da 8,8 cm) i 156 piloti attaccanti trovarono difficoltà nel localizzare il capoluogo piemontese e gran parte delle bombe finirono fuori città.
(Inizio della lettera inviata agli staff dell'aviazione statunitense e britannica redatta durante la conferenza di Casablanca)

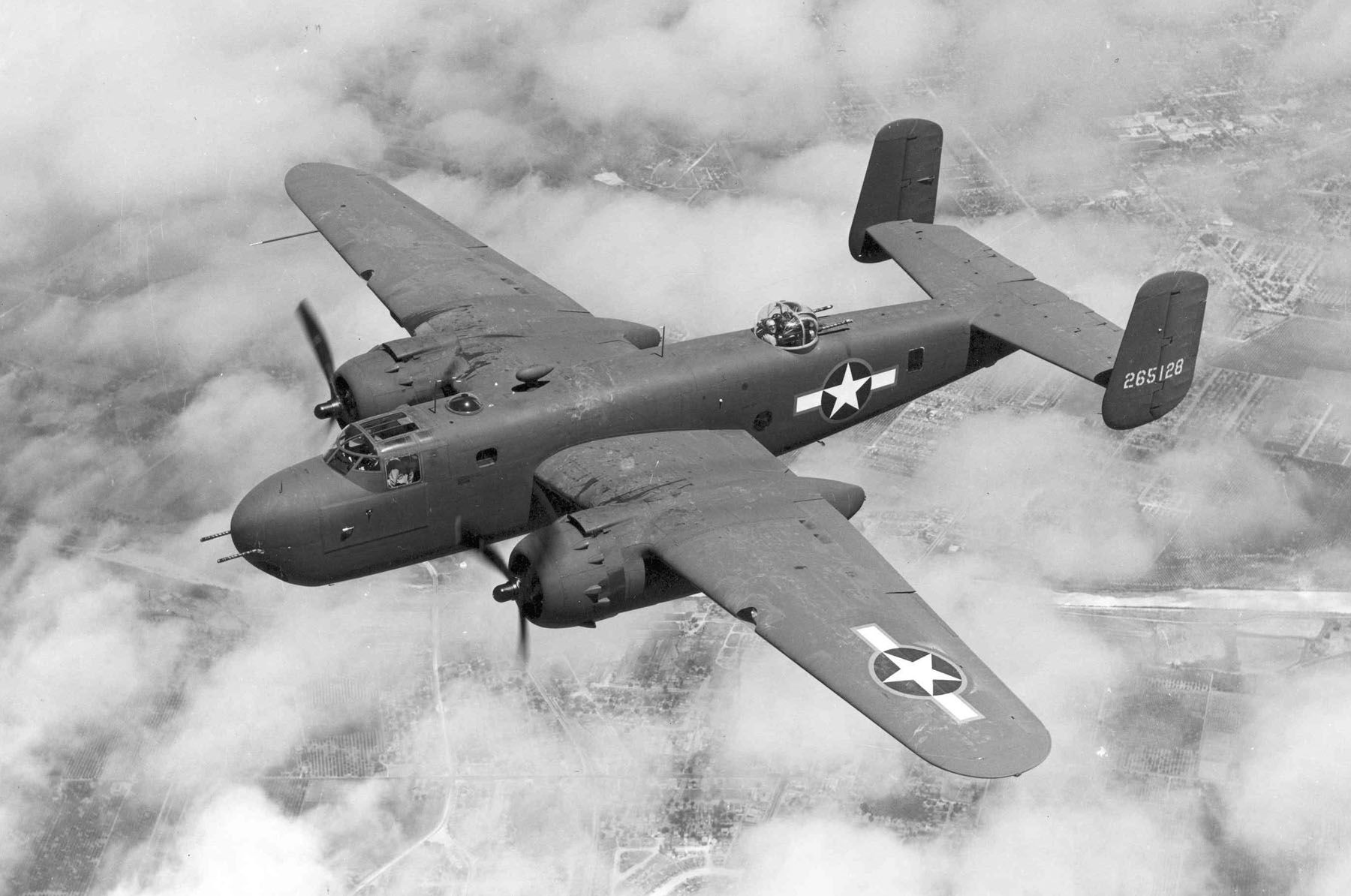
North American B-25 Mitchell con insegne USAAF

Questo documento, che proseguiva in altri sei punti, avrebbe dovuto segnare l'inizio della cosiddetta "offensiva combinata RAF - USAAF" per meglio sincronizzare i bombardamenti sulla Germania. In realtà Arthur Harris, che lesse la lettera il 4 febbraio, rimase completamente indifferente e lo stesso si può dire per il generale Ira Eaker, comandante della Eighth Air Force. Nei fatti, i momenti di collaborazione tra le due aeronautiche furono pochi, mentre prevalsero metodi di attacco opposti e un'ostinata competizione. In contemporanea ad una serie di attacchi contro le basi degli U-Boote (imposti dalla direttiva di Casablanca, ma giudicati inutili sia da Harris che da Portal), la sera dell'11 febbraio Wilhelmshaven venne privata di decine di ettari di edifici e tre giorni dopo Milano subì un devastante attacco che venne emulato, seppur in misura minore, la notte tra l'1 e il 2 marzo 1943 a Berlino. La notte del 22 febbraio nel frattempo dodici North American B-25 Mitchell, in forza al 2nd Group, esordirono con un attacco agli impianti petroliferi di Terneuzen.

#### Da marzo a luglio

##### Obiettivo primario: la Ruhr
Il 4 marzo 1943 le forze del Bomber Command ammontavano a 1.113 aerei, tuttavia solo 600 circa erano di pronto impiego e con gli equipaggi al completo. Arthur Harris decise di dare il via ad una nuova offensiva contro la Ruhr, la zona più industrializzata della Germania nazista chiamata ironicamente dagli equipaggi Happy Valley (valle felice) per via delle poderose difese antiaeree presenti anche nelle rotte di avvicinamento (il cosiddetto "viale della FlaK").

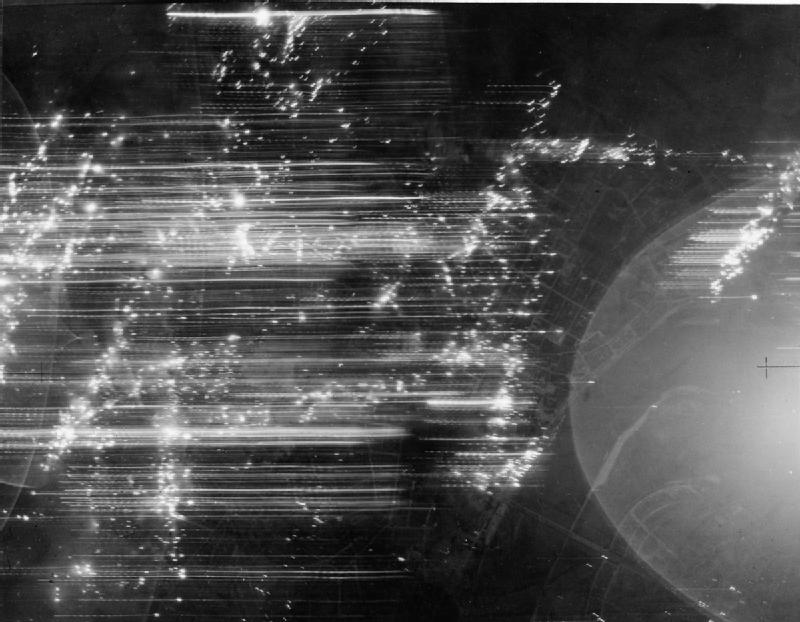
Foto aerea del bomber stream del Bomber Command durante l'attacco su Düsseldorf della notte dell'11/12 giugno 1943.

Nel primo mese di attacco gli obiettivi di Harris furono Essen, Duisburg e Bochum. Proprio la prima città fu il punto d'inizio dell'offensiva. Il bombardamento, per la prima volta per il Bomber Command, doveva compiersi totalmente alla cieca basandosi sulle indicazioni fornite dai Mosquito dotati del sistema di radionavigazione Oboe. La sera del 5 marzo 1943 381 bombardieri attaccarono divisi in tre ondate; 14 di loro vennero abbattuti ma 12 ettari della grande fabbrica Krupp e 53 ettari della città risultarono danneggiati seriamente. Con il morale risollevato i piloti inglesi visitarono Bochum la notte tra il 29 e il 30 marzo ma i risultati furono deludenti. Stessa sorte per Duisburg visitata le notti dell'8 e 9 aprile. Essen fu devastata ulteriormente la notte del 3-4 aprile. Dopo più di venti notti di pace la Ruhr tornò ad essere colpita gravemente la notte del 4-5 maggio a Dortmund, ma ben peggiori furono i danni causati a Duisburg la notte del 12-13 maggio; Dortmund, per sua sfortuna, fu anche la prima città tedesca in cui il Bomber Command, la notte del 23-24 maggio, catapultò più di 2.000 tonnellate di bombe.

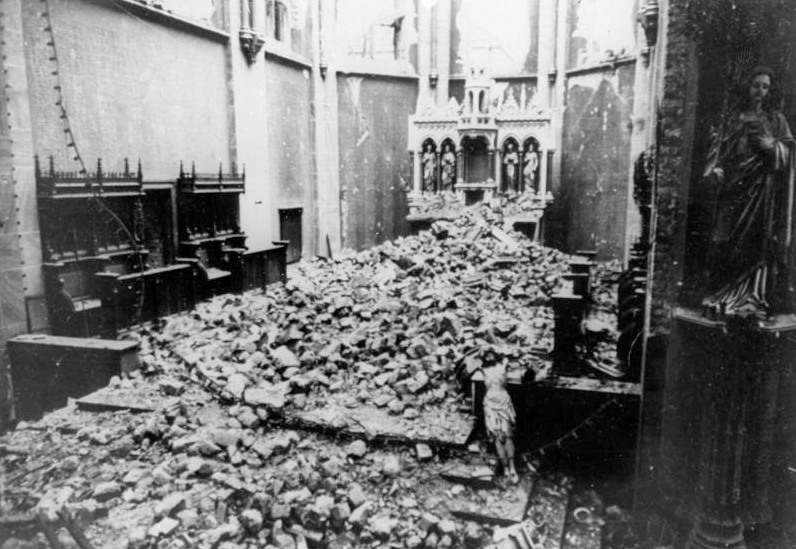
I resti di una chiesa di Bochum nel 1943

La notte del 29-30 maggio fu bombardata Wuppertal, nata dalla fusione di Barmen con Elberfeld e circondata dai centri minori di Cronenberg e Ronsdorf. Arthur Harris impostò come centro del bombardamento Barmen, e come risultato, in quella che fu una delle missioni più appaganti per il Bomber Command, perirono 2.450 civili, risultò polverizzato il 58% di Barmen, vennero annientate le comunicazioni interne e la produzione industriale si fermò per 52 giorni. Tra l'11 e il 12 giugno fu sventrato il centro storico e colpita la zona industriale di Düsseldorf; la notte successiva toccò a Bochum, anch'essa duramente segnata, e anche Oberhausen ebbe il centro della città dilaniato la notte del 14-15 giugno. Dopo un infruttuoso passaggio su Colonia la notte dal 16 al 17 giugno, nella notte dal 21 al 22 dello stesso mese il Bomber Command segnò pesantemente il volto di Krefeld; la notte successiva i due terzi di Mülheim an der Ruhr subirono danni gravissimi. Harris era comunque deciso ad annientare del tutto Wuppertal. Colpita Barmen la notte del 29-30 maggio, in quella del 24-25 giugno 1943 toccò a Elberfeld, demolita al 94%. Colonia, peraltro già duramente provata dall'operazione Millennium, fu obiettivo di tre attacchi che aumentarono ancora di più le distruzioni a terra. L'ultima missione inglese della battaglia della Ruhr si verificò la notte dal 25 al 26 luglio quando 604 bombardieri attaccarono Essen causando grandi danni alla Krupp e alla città stessa.
La battaglia della Ruhr, non indolore per il Bomber Command che perse 872 aerei, cambiò decisamente volto a numerose città tedesche, tuttavia la produzione industriale calò solamente del 3,2%.

##### Incursioni parallele

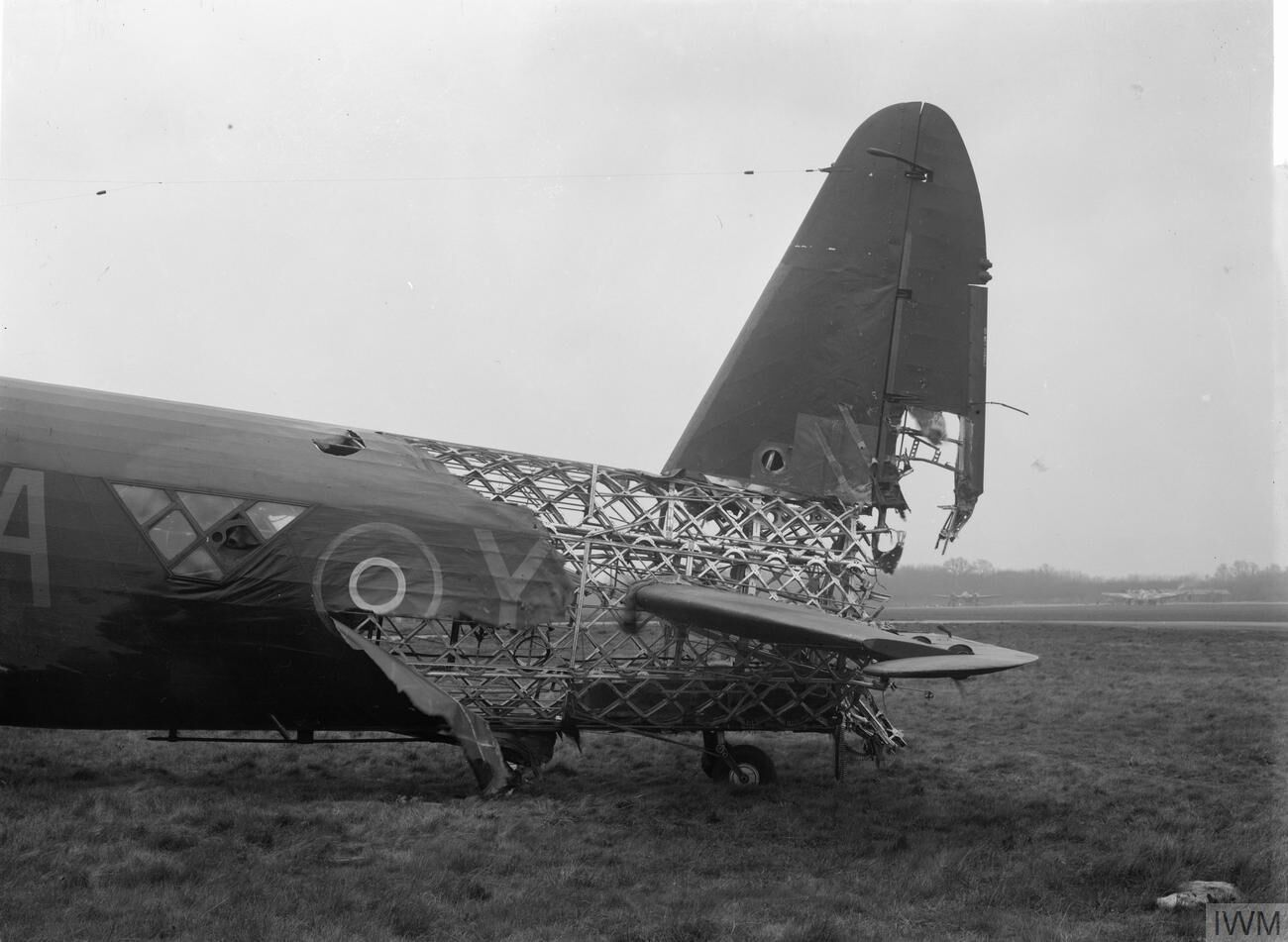
Effetti della FlaK su un fortunato Wellington riuscito a ritornare in Patria

Da marzo a luglio Harris si impegnò al massimo nel colpire la Ruhr, ma questo non fu l'unico teatro di guerra per il Bomber Command in quel periodo. Se infatti nel primo mese della battaglia obiettivi primari nella Ruhr furono Essen, Duisburg e Bochum, al di fuori della grande zona industriale fecero da contraltare Norimberga, Stoccarda, Berlino e Kiel. L'8 marzo 1943 un'incursione sulla prima città riuscì piuttosto bene nonostante alcune iniziali difficoltà dei Pathfinder nel localizzare l'abitato. Monaco di Baviera e Stoccarda invece ricevettero poche bombe rispettivamente la notte del 9 e dell'11 marzo. Completamente mancata la capitale tedesca in due incursioni effettuate le notti del 27-28 e del 29-30 marzo e pochi i danni causati a Kiel la notte del 4-5 aprile.
Il successivo obiettivo fuori dalla Ruhr fu La Spezia. La notte del 13-14 aprile 191 bombardieri scaricarono 493 tonnellate di bombe (il massimo tonnellaggio finora incassato da una città italiana) sulla grande base navale italiana che ebbe numerosi quartieri e impianti portuali danneggiati, anche se non fu affondata nessuna nave. La notte dal 16 al 17 aprile si consumò invece uno dei più clamorosi sbagli dei Pathfinder sfociato in disgrazia. Invece di segnalare con le bombe TI le fabbriche Škoda di Plzeň, gli aerei dell'8th Group localizzarono il manicomio di Dobřany, simile per forma e dimensioni, e il bombardamento della forza principale causò la morte di migliaia di malati, con l'aggravante delle difese tedesche che abbatterono 36 aerei. La notte del 18 aprile La Spezia uscì da un bombardamento che devastò ulteriormente l'arsenale, i cantieri, le raffinerie e numerose industrie, inoltre colò a picco il cacciatorpediniere Alpino. Anche Stettino, bombardata la notte dal 20 al 21 aprile, contò numerosi ettari di industrie danneggiate. Tra il 13 e il 14 maggio prese atto la seconda missione sulla Škoda e, sebbene quasi tutti gli aerei (stavolta affidati agli uomini migliori) colpirono in un raggio di 5 km dalle fabbriche, solo un bombardiere le centrò appieno.
Seguì una novità, lo shuttle bombing (bombardamento pendolare): sei squadrons scaricarono le loro bombe sulle fabbriche di radar di Friedrichshafen e poi, anziché tornare in Inghilterra, fecero rotta per l'Algeria per completare la prima parte dell'operazione Bellicose. La seconda e ultima parte si svolse la notte del 23-24 giugno quando gli stessi aerei bombardarono La Spezia (facendo danni di media entità, compreso il danneggiamento di un incrociatore) per atterrare infine in Patria. Per coadiuvare strategicamente l'sbarco in Sicilia (lo sbarco in Sicilia degli Alleati) lo stato maggiore della RAF ordinò a Harris di scatenare un grande attacco contro una città industriale del nord Italia, e venne scelta Torino, che subì la notte del 12-13 luglio la più grande incursione del Bomber Command (a quella data) su una città italiana per numero di aerei impiegati (295). Il bombardamento venne pesantemente ostacolato dal maltempo (che falciò 10 dei 13 aerei andati perduti) ma nonostante ciò sia le zone civili che quelle industriali contarono gravi ed estesi danni.
Ultima città fuori dalla Ruhr ad essere bersagliata dal Bomber Command durante la battaglia della Ruhr fu Aquisgrana, che si vide crollare il 22,5% delle costruzioni civili e il 6,7% di quelle industriali.

##### The Dam Busters
Sempre nel quadro della battaglia della Ruhr, lo stato maggiore della RAF decise, contro il parere contrario di Harris, di attaccare le dighe dei fiumi Eder, Sorpe e Möhne. Per compiere la missione fu allestito, il 21 marzo 1943, uno speciale squadrone, il 617º inquadrato nel 5th Group del nuovo comandante Ralph Cochrane, composto dai migliori uomini del Bomber Command che si addestrarono per circa un mese per imparare ad usare le speciali bombe che avrebbero dovuto aprire una breccia nelle possenti dighe tedesche. Queste bombe particolari erano state commissionate sin dal 1942 all'ingegnere Barnes Wallis, che mise a punto delle bombe rimbalzanti (bouncing bombs). L'idea era quella di sganciare, ad una certa altezza, velocità e distanza (pena l'esplosione prematura o l'inabissamento dell'ordigno) la bomba dalla fusoliera di un Avro Lancaster e farla rimbalzare in avanti più volte, fino ad esplodere contro la parete interna della diga.

Funzionamento della bouncing bomb

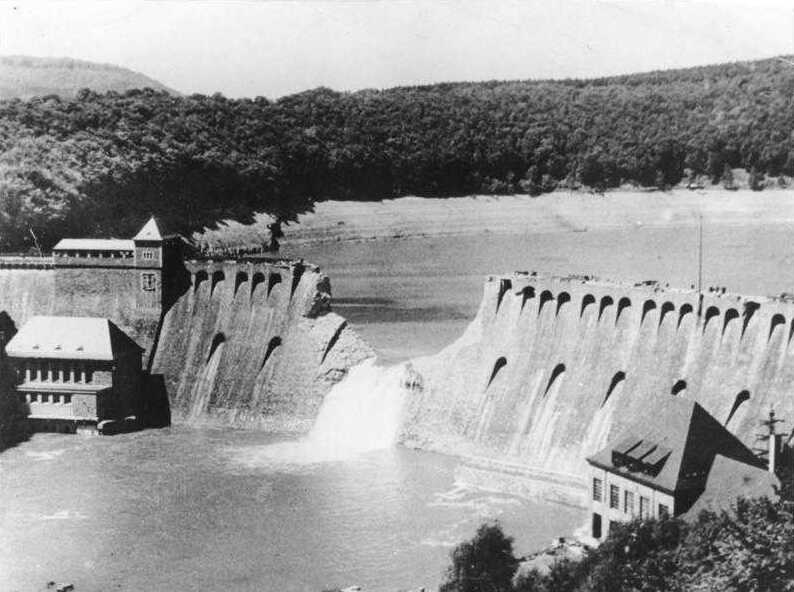
La diga dell'Eder dopo l'attacco

L'operazione Chastise, iniziata il 16 maggio 1943 e pianificata in tutto e per tutto da Cochrane, prevedeva lo scaglionamento in tre ondate di 19 Lancaster il cui volo era da svolgersi categoricamente sotto i 450 m per evitare l'identificazione da parte dei radar tedeschi. Inizialmente le cose volsero al peggio per il 617º squadrone: un aereo ebbe un guasto meccanico sopra lo Zuiderzee e tornò in Inghilterra, un altro fu colpito dalla contraerea di Vlieland e fece rotta per la base di partenza, di altri due si perse ogni traccia (forse furono abbattuti o precipitarono a seguito di gravi guasti meccanici).
Sulla diga del Möhne attaccò per primo Guy Gibson, comandante del 617º squadrone, alle 00:28 del 17 maggio. Sotto una pesante reazione della FlaK il puntatore sganciò la bouncing bomb che centrò in pieno il bersaglio, solamente danneggiato. Gibson ordinò quindi al pilota Hopgood di tentare la sua stessa manovra ma questi in fase d'avvicinamento fu colpito ad un motore e venne travolto dall'esplosione della bomba avvenuta a contatto con l'acqua. All'attacco fu mandato allora il pilota Martin, anch'esso colpito ad un serbatoio e agli alettoni e, sebbene non precipitò, lanciò troppo presto la bomba che si inabissò nello specchio d'acqua. Finalmente il Lancaster successivo colpì nello stesso punto in cui era esplosa la bomba di Gibson, ma la diga, ancora una volta, non crollò. Ci volle un altro centro dell'aviere Maltby per far sgretolare la parte centrale della diga, che in poco tempo riversò da una falla di 1.200 m² milioni di litri d'acqua nella valle. Visto il successo riportato dai suoi uomini, Gibson ordinò di fare rotta per la diga dell'Eder.
Indifesa, la diga dell'Eder fu dapprincipio attaccata numerose volte dal pilota Shannon, che non riuscì mai ad allinearsi correttamente e alla fine dovette lasciare il posto a Maudslay, il cui puntatore sganciò la bomba che batté sul parapetto della diga esplodendo su una vicina collina. Shannon tentò di nuovo l'impresa e al terzo nuovo tentativo posizionò la bomba correttamente. Tuttavia per aprire una breccia fu necessario l'intervento di Knight e del suo puntatore, che frantumarono la diga alle ore 01:54. Gibson tornò sulla diga del Möhne per sincerarsi dei danni quindi, assieme al resto della formazione, tornò in Inghilterra.
Mentre Gibson conduceva i due attacchi alle dighe del Möhne e dell'Eder, l'unico aereo superstite della seconda ondata lanciò alle 00:45 la sua bomba che colpì la parte alta della diga del Sorpe, riuscendo però solo a sgretolarla leggermente. Anche un altro Lancaster centrò la diga che però, come quella sul Möhne, resistette anche al secondo colpo. Un altro Lancaster riuscì a far cadere la sua bouncing bomb sulla diga dell'Ennepe ma probabilmente questa non esplose perché l'equipaggio non notò nulla.
Il 617º squadrone uscì martoriato dall'operazione Chastise: non tornarono infatti 8 aerei su 19, perirono 53 uomini esperti e altri 3 finirono prigionieri. In compenso però, assieme al suo comandante Guy Gibson, fu insignito della Victoria Cross da re Giorgio VI. Lo squadron fu soprannominato The Dam Busters (i distruttori di dighe).
Decisamente più gravi comunque i danni per la Germania nazista: trenta km² di terra sommersi con almeno 125 fabbriche, 25 ponti e alcuni nodi ferroviari; 991 gli annegati certi, tra cui circa 700 lavoratori-schiavi provenienti prevalentemente dall'Europa orientale.
Arthur Harris, comandante in capo del Bomber Command che nessun merito aveva avuto per l'azione, in quanto pianificata dal comandante del 5th Group Ralph Cochrane, fece tesoro del successo e cambiò rapidamente idea sul 617º squadrone affermando: "È mia intenzione utilizzare questo squadrone per compiti speciali anche in futuro". Difatti, egli ipotizzò di usare il nuovo reparto per eliminare Mussolini. Nell'estate 1943 ormai la repulsione del Bomber Command ad attaccare Roma, centro della cristianità e con un patrimonio culturale immenso, venne meno dato che l'USAAF era in procinto di bombardarne gli scali ferroviari. Harris propose pertanto a Churchill di bombardare con precisione Villa Torlonia e Palazzo Venezia, luoghi in cui si trovava solitamente il dittatore italiano, ma il primo ministro rimase scettico e chiese consiglio al segretario di Stato per gli Affari Esteri Anthony Eden, che confermò le sue perplessità circa le poche probabilità di uccidere o anche demoralizzare Mussolini, inoltre il rischio di colpire la città vecchia era troppo alto. Il piano di Harris venne così liquidato.

##### Feuersturmad Amburgo

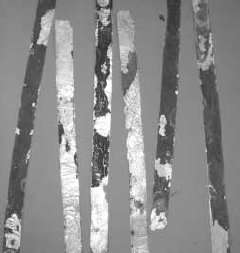
Striscioline di window

Mentre ancora era in corso la battaglia della Ruhr Arthur Harris iniziò a pianificare l'operazione Gomorrah contro Amburgo, grande e prospero centro industriale e di comunicazioni, con un porto attivissimo e con i cantieri che producevano circa il 45% di tutti i sommergibili della Kriegsmarine. L'incursione si sarebbe dispiegata in quattro o cinque notti ed avrebbe potuto avvalersi per la prima volta di window, nome in codice per designare delle particolari striscioline metalliche che avevano la capacità, una volta sparse nel cielo, di far impazzire i radar a terra.
Per la prima missione su Amburgo, iniziata verso le 01:00 del 25 luglio 1943, vennero mobilitati 791 bombardieri. Window sarebbe stato lanciato a 180 km dall'obiettivo ad intervalli di un minuto. Il centro del bombardamento era la chiesa di San Nicola. Window fece bene il suo dovere confondendo gli operatori radar tedeschi e gli stessi addetti alla contraerea di Amburgo, tuttavia molti equipaggi inglesi sganciarono prematuramente i loro ordigni cosicché la massima parte dell'incursione si scaricò lungo la linea d'avvicinamento al punto di mira. In ogni caso piovvero su Amburgo più di 2.000 tonnellate di bombe che deturparono numerosi quartieri e il porto e privarono i cittadini di acqua, gas ed elettricità. Alle 14:40 le sirene antiaeree suonarono di nuovo per segnalare 68 B-17 dell'VIII Bomber Command della Eighth Air Force statunitense che colpirono abitazioni civili, moli, cantieri, navi e depositi, emulati la mattina del giorno dopo da altri B-17.

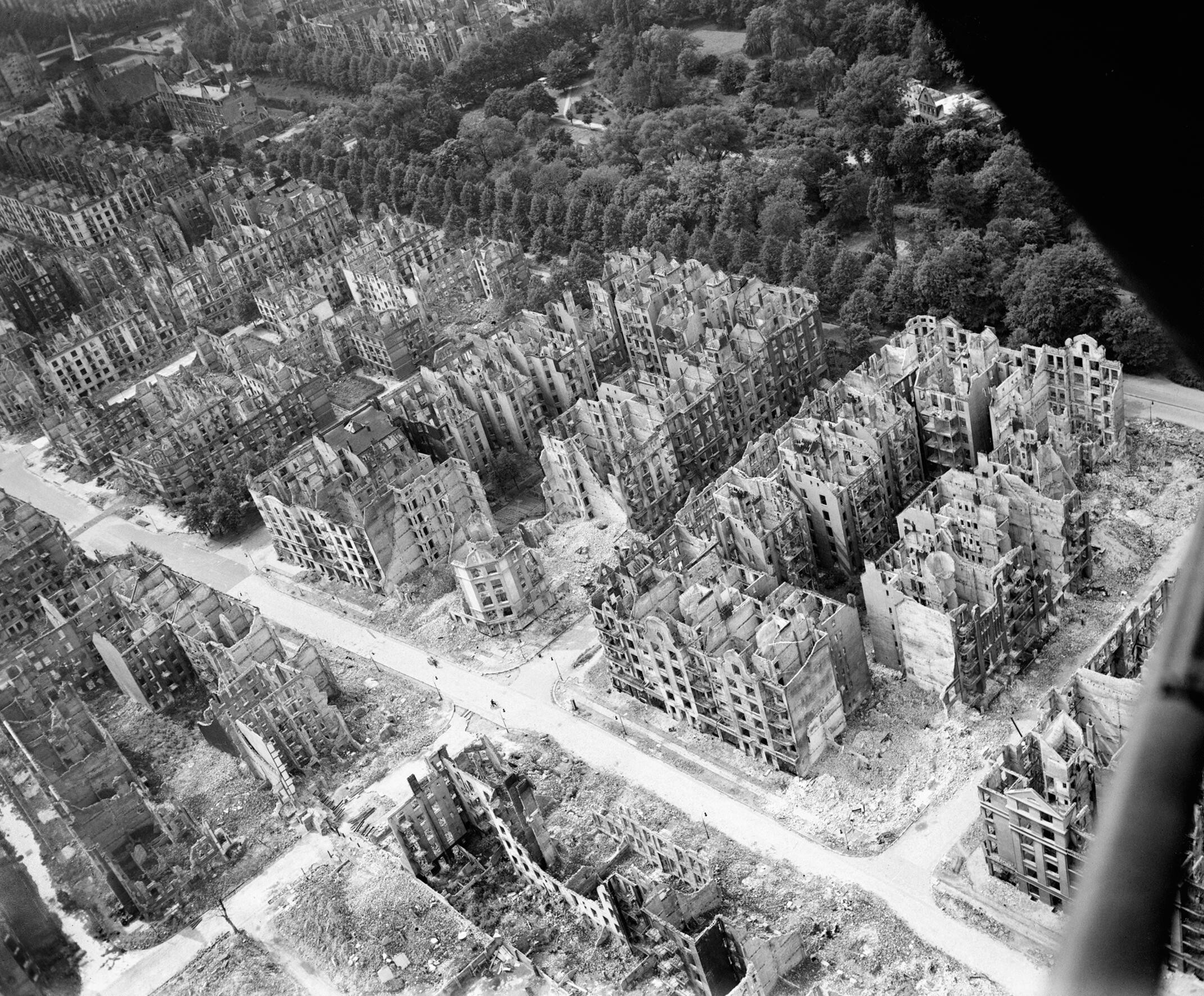
Amburgo dopo l'operazione Gomorrah

Il secondo grande attacco ad Amburgo fu eseguito da 787 bombardieri inglesi assistiti da 25 Pathfinder e da window, sebbene i tedeschi cominciarono ad interpretare le disfunzioni causate dalle striscioline metalliche. Il bombardamento cominciò alle 00:55 del 28 luglio 1943 e in circa tre quarti d'ora vennero colpiti numerosi quartieri centrali. La notevole concentrazione delle esplosioni e degli incendi in un'area relativamente ristretta, la totale assenza di vento e la bassissima percentuale di umidità diede vita ad un vento infuocato che imperversò per le strade di Amburgo alla velocità media di 250 km/h che carbonizzò all'istante tutti coloro che si trovavano all'aperto (nell'epicentro della tempesta di fuoco - Feuersturm in tedesco - si registrarono quasi 1.000 °C). Chi rimase nei rifugi antiaerei morì a causa delle esalazioni di monossido di carbonio mentre altri, rimasti intaccati dal fosforo delle bombe incendiarie, presero letteralmente fuoco e cercarono scampo nell'Alster, ma non appena riemergevano all'aperto la sostanza chimica tornava a bruciare.
Il terzo bombardamento dell'ormai prostrata Amburgo si verificò dalle 00:45 alle 01:28 del 30 luglio 1943 per opera di 697 bombardieri inglesi. I Pathfinder in "avanscoperta", notati i vasti roghi che ancora ardevano sulla città, evitarono di segnalare quelle zone preferendo illuminare i paraggi, sicché la forza principale scaricò tonnellate di bombe che devastarono le abitazioni dei quartieri fino a quel momento intatti. Pesantemente colpito anche il porto. Il cattivo tempo rovinò i piani del Bomber Command, che impostò la quarta e ultima incursione dell'operazione Gomorrah per le prime ore del 3 agosto 1943. Difatti, su 740 bombardieri decollati dall'Inghilterra solo 393 raggiunsero Amburgo. La visibilità era così bassa che le bombe luminose lanciate dai Mosquito furono notate da pochissimi equipaggi e le bombe toccarono terra solo in minima parte dentro i confini della città.
Tralasciando le azioni di disturbo dei Mosquito e le due incursioni statunitensi, l'operazione Gomorrah scaricò tramite il Bomber Command 8.485 tonnellate di bombe su Amburgo. Su 3.095 velivoli totali inviati in missione, 2.534 attaccarono effettivamente e 89 vennero abbattuti dalla contraerea o dalla caccia notturna tedesca. Il Feuersturm del 28 luglio bruciò 22 km² di costruzioni. Anche per questo motivo, la città, eccezion fatta per il porto e le zone industriali, non venne più bombardata fino alla fine della guerra. Il Bomber Command dimostrò una volta per tutte, dopo gli insuccessi del periodo 1939-1942 e la svolta del bombardamento di Lubecca, di essere in grado di ridurre drasticamente il potenziale lavorativo, industriale ed economico di una città tedesca.
Il colpo per i vertici del Terzo Reich fu non trascurabile. Perirono minimo 42.600 cittadini, centinaia di migliaia di sopravvissuti emigrarono nelle campagne o in altri luoghi lasciando Amburgo con una popolazione di 700.000 abitanti.

#### Ultimi voli in Italia
Con l'arresto di Mussolini seguito all'ordine del giorno Grandi del 24 luglio 1943 i vertici del Bomber Command decisero di non incrementare gli attacchi sull'Italia, ma di fronte all'inerzia del governo Badoglio cambiarono opinione e si prepararono a rendere operativi i piani, prioritari persino rispetto all'offensiva sulla Germania, di bombardamento sulle città dell'Italia settentrionale, da svolgersi da agosto fino alla fine dell'inverno.
Dopo alcuni rinvii l'8 agosto 1943 197 Lancaster bombardarono contemporaneamente Milano, Torino e Genova (ad alcuni Pathfinder venne richiesto di operare sia su Torino che su Genova per testare una nuova tattica da usare eventualmente nella futura operazione Hydra). Il capobombardiere John Searby diresse l'attacco a Torino iniziato all'una di notte e risoltosi in un successo per gli inglesi; all'una e un quarto prese il via il bombardamento di Milano che si rivelò il più riuscito dei tre, anche se Genova, su cui la prima bomba cadde all'una e venti, incassò danni notevoli. Seguì una pausa nell'ipotesi che Badoglio si mettesse in contatto con gli Alleati per discutere della resa, ma dato che questo non accadde il 13 agosto ripresero i voli di guerra. Nelle prime ore di questo giorno Milano subì la più pesante incursione mai effettuata dal Bomber Command su una città italiana, superiore per effetti a molti dei meglio riusciti attacchi sulle città tedesche: 478 bombardieri scaricarono 1.250 tonnellate di bombe sui quartieri centrali e settentrionali distruggendo migliaia di case, fabbriche, vie di comunicazione e opere pubbliche; circa 700 i morti. La stessa notte anche Torino, colpita da quasi 150 aerei inglesi, registrò notevoli danni. Nella missione tra l'altro venne elargita al sergente Rawdon Middleton, postuma, la seconda e ultima Victoria Cross per un'azione sul territorio italiano.
Il 15 agosto, mentre il generale Giuseppe Castellano era diretto a Lisbona per parlare con gli Alleati della resa, Harris lanciò un altro duplice attacco contro Milano-città e la Breda. La grande fabbrica fu colpita in pieno, qualche bomba piovve anche sull'aeroporto di Bresso, sull'Alfa Romeo, sull'Innocenti, sull'Isotta Fraschini e sulla Pirelli, mentre per quello che concerne le zone abitate le più colpite furono quelle settentrionali e meridionali. La notte dal 15 al 16 agosto (Mussolini era stato arrestato da tre settimane circa) altri 199 Lancaster diressero nuovamente su Milano e, salvo qualche ritiro prematuro e perdite, colpirono tutti i quartieri della città incluso il duomo. Il bilancio che stilò il capoluogo lombardo dopo questa serie di attacchi fu grave: il 25% della città era andato distrutto; più di 260.000 i senzatetto e 1.033 i decessi.
Harris spostò dunque il suo interesse su Torino e sulla FIAT, ma vi destinò pochi aerei armati con bombe scadenti perché ormai l'attacco a Peenemünde (Operazione Hydra) era imminente. Nei primissimi minuti del 17 agosto dunque il Bomber Command condusse, in assoluto, la sua ultima (ed infruttuosa) missione su una città italiana. Il 19 agosto infatti Castellano vide gli inviati di Dwight D. Eisenhower a Lisbona per discutere dell'armistizio dell'Italia, che comunque il Mediterranean Air Command continuò a bombardare.

#### L'attacco a Peenemünde

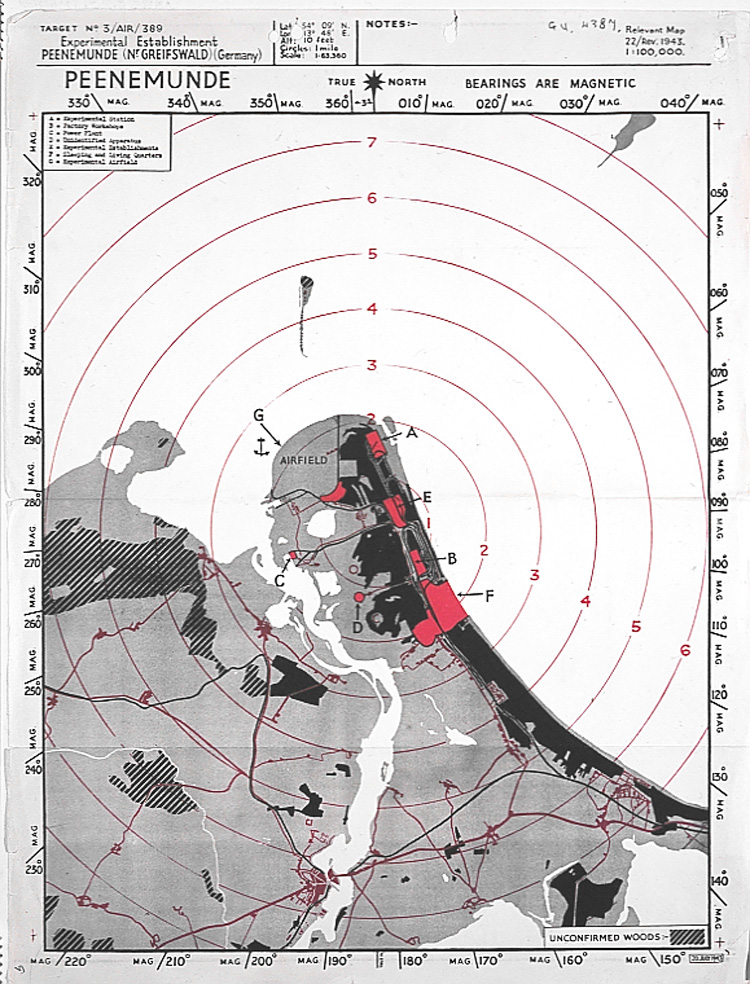
Gli obiettivi dell'operazione erano le lettere F, B ed E

Già da molti mesi prima dell'operazione Hydra i vertici militari britannici erano a conoscenza che a Peenemünde, cittadina nell'isola di Usedom, era presente un centro di ricerca e progettazione di missili V2. Vista la pericolosità dell'arma, la RAF autorizzò l'operazione Crossbow che avrebbe dovuto rendere vani gli sforzi degli scienziati tedeschi in tutta Europa. La prima missione fu appunto Hydra, iniziata la notte tra il 17 e il 18 agosto 1943.
Arthur Harris destinò all'operazione 597 bombardieri che avrebbero dovuto colpire, in sequenza, le residenze degli scienziati, due grandi fabbriche, le officine di progettazione e gli uffici amministrativi. Per l'occasione la RAF equipaggiò i Pathfinder con una nuova bomba chiamata red spot fire (macchia di fuoco rossa) che, anziché disseminare candelotti luminosi, esplodeva a 900 m d'altezza paracadutando a terra "batuffoli" di fosforo che bruciavano per dieci minuti; d'altro canto la Luftwaffe era pronta per inaugurare la tattica della Wilde Sau teorizzata dal major Hajo Herrmann, consistente nell'inviare ad intercettare le formazioni nemiche, oltre che i classici caccia notturni, normali caccia monomotore diurni alle stesse quote, se necessario, battute dalla FlaK.
Grazie all'azione diversiva su Berlino compiuta da otto Mosquito e ad intelligenti lanci di window la caccia notturna tedesca venne deviata confusamente a Brema, Wilhelmshaven, Kiel, Berlino, Rostock, Swinemünde e Stettino, sicché solo trenta aviatori furono in grado di raggiungere Peenemünde in tempo per disturbare il Bomber Command che nel frattempo, pochi minuti dopo la mezzanotte del 18 agosto, aveva cominciato non nel modo migliore l'attacco: i Pathfinder non centrarono i dormitori che, nonostante ciò, vennero toccati ugualmente dalle bombe che uccisero due scienziati e 732 civili, per la maggior parte lavoratori coatti più alcune spie lussemburghesi del Secret Intelligence Service. Le fabbriche invece subirono danni marginali mentre le officine di progettazione e gli uffici amministrativi andarono demoliti al 62,5%.
Di fronte a nove caccia persi, la Luftwaffe abbatté quaranta velivoli inglesi. I tedeschi persero circa due mesi di lavoro e decentrarono alcune strutture di fabbricazione e progettazione.

#### Prove su Berlino
Arthur Harris da tempo progettava un'offensiva su vasta scala contro Berlino. Con l'Italia ormai fuori gioco, molti velivoli si resero disponibili per questo scopo, tuttavia le ore di luce quotidiane vennero giudicate troppe per effettuare voli di guerra su una metropoli pesantemente difesa com'era la capitale del Reich. Venne deciso comunque di effettuare qualche missione per trarre utili indicazioni in vista della battaglia vera e propria.
Il 23 agosto 1943 si alzarono in volo dalla Gran Bretagna 727 bombardieri per colpire Berlino, ma la Luftwaffe, grazie alla cooperazione tra tutte le catene radar, schierò lungo il tragitto dei bombardieri inglesi, con un tempismo perfetto, tutte le squadriglie da caccia notturna disponibili, inoltre a Berlino accorsero i caccia di Hajo Herrmann. Solo 575 aerei su 727 sganciarono, in maniera scoordinata, i loro ordigni su Berlino. La notte dal 31 agosto al 1º settembre ebbe luogo il secondo attacco. Partirono 622 velivoli ma solo 469 raggiunsero Berlino per scaricarvi le bombe, finite però a circa 50 km dall'obiettivo. Da parte loro i piloti della Luftwaffe utilizzarono una nuova tecnica installando fari sulle prue dei loro aerei per meglio trovare i bombardieri nemici, inoltre si servirono per la prima volta di razzi. All'ultimo "volo di prova", inaugurato la notte tra il 3 e il 4 settembre, parteciparono solo 316 Lancaster, e pochissimi centrarono il punto di mira.
La battaglia di Berlino iniziò decisamente male per il Bomber Command, che perse 133 aerei e ne ebbe altri 114 danneggiati. Su 1.665 velivoli inviati in totale nelle tre missioni, solo 27 colpirono entro tre miglia dal punto di mira. Ciononostante, a causa delle dimensioni di Berlino, diversi quartieri vennero ugualmente sfigurati e si registrarono 65.000 senzatetto. Praticamente nulle le perdite legate alla produzione industriale, tuttavia il fattore psicologico provocò l'abbassamento della popolazione della capitale tedesca a 3.300.000 abitanti.

#### "Corona" e ritorno a Berlino
Aspettando tempi migliori per devastare Berlino, tra l'8 e il 9 settembre 1943 si svolse l'operazione Starkey, forse il primo esempio di un'autentica collaborazione tra RAF e USAAF da quando era stata varata l'operazione Pointblank alla conferenza di Casablanca. Lo scopo era di bombardare tutta una serie di strutture militari vicino a Calais per simulare uno sbarco di truppe a Boulogne-sur-Mer. Il Bomber Command partecipò a Starkey e a due successive azioni su Montluçon e Modane con un totale di 1.402 velivoli, compresi cinque B-17 statunitensi integrati per l'occasione nel 3rd Group. Per Harris era comunque arrivato il momento di tornare a bombardare le città tedesche, tuttavia gli attacchi ad Hannover, Mannheim, Ludwigshafen am Rhein e Bochum si rivelarono dei totali o parziali fallimenti. Peggio andò invece a Francoforte e soprattutto ad Hannover la notte tra l'8 e il 9 ottobre (nella missione vennero impiegati, per l'ultima volta in assoluto nel Bomber Command, i Vickers Wellington).

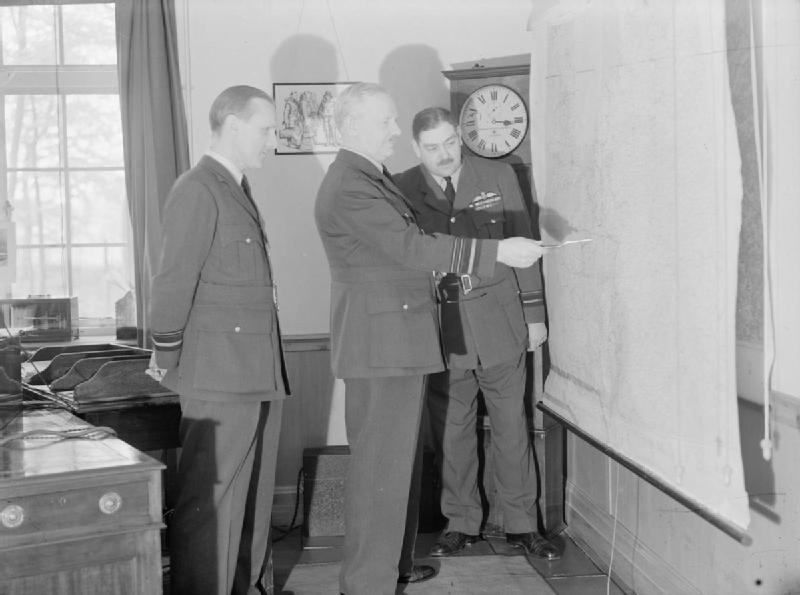
Il maresciallo dell'aria Arthur Harris esamina le carte insieme ai suoi collaboratori; a destra nella foto il vice maresciallo dell'aria Robert Saundby, vice comandante del Bomber Command.

La sera del 22 ottobre 1943 Harris si riscattò ripetendo la catastrofe che l'operazione Gomorrah aveva riservato ad Amburgo, stavolta ai danni di Kassel (luogo di produzione di carri armati, locomotive e bombe volanti V1). Il Bomber Command mise in pratica per la prima volta una nuova tecnica chiamata "Corona": da un villaggio nel Kent, alcuni uomini che parlavano abilmente il tedesco e che erano stati istruiti al linguaggio tecnico e gergale della Luftwaffe si sarebbero introdotti nelle frequenze radio tedesche comunicando ai piloti in volo, fingendosi operatori di terra, di dirigersi su false rotte. Verso le 20:45 sibilarono le prime bombe che in poco tempo provocarono una tempesta di fuoco che carbonizzò il 61% della città causando circa 6.000 vittime. "Corona" però non riuscì ad ingannare i tedeschi che abbatterono 42 dei 569 apparecchi inviati dagli inglesi.
La notte dal 3 al 4 novembre gli inglesi usarono su Düsseldorf, per la prima volta in tanti aerei, il sistema di radionavigazione G-H, ma nella metà dei velivoli non funzionò e nell'altra metà, forse perché nuovo e difficile da usare, risultò impreciso. L'attenzione inglese per la tecnologia rimase comunque viva dato che l'8 novembre venne data vita al 100th Group, agli ordini del commodoro dell'aria Edward Addison, incaricato di assistere gli altri gruppi del Bomber Command (1º, 3º, 5º, 6º e 8º) servendosi di contromisure elettroniche e attaccando le strutture operative legate alla caccia notturna e alla contraerea tedesca. Il 15 novembre 1943 si costituì l'Allied Expeditionary Air Force, al comando del maresciallo dell'aria Trafford Leigh-Mallory, per ordine dello SHAEF (il comando supremo degli Alleati) che voleva coordinare meglio le operazioni aeree, ma nei fatti il peso di questa istituzione si rivelò irrilevante a causa delle resistenze degli stati maggiori di ambo le forze aeree. Una dimostrazione delle diverse vedute di Harris e Ira Eaker, capo dell'Eighth Air Force, si può avere esaminando la sanguinosa azione degli uomini di quest'ultimo su Schweinfurt il 14 ottobre 1943 (77 aerei persi su 291 inviati) in seguito alla quale il primo esortò il secondo ad interrompere i bombardamenti diurni, invito che venne respinto.
Con l'avanzare della stagione e l'aumento di ore di buio, Harris si sentì pronto per scatenare una vera e propria battaglia di Berlino. Egli credeva che sarebbe riuscito a spezzare completamente la resistenza della Germania, come scrisse in una lettera datata 3 novembre 1943 indirizzata a Churchill: "Perderemo tra i 400 ed i 500 aerei, ma la Germania perderà la guerra". Archibald Sinclair e Charles Portal, segretario di stato per l'aviazione il primo e capo di stato maggiore della RAF il secondo, erano scettici, ma Harris poteva contare su 882 bombardieri a lungo raggio anche se la Luftwaffe aveva fatto importanti passi avanti nell'uso dei radar. Il primo attacco della battaglia avvenne nella notte tra il 18 ed il 19 novembre 1943. Berlino, il principale bersaglio, venne attaccata da 444 bombardieri inglesi che, a causa dalle nuvole, non fecero gravi danni. Il secondo e più violento attacco avvenne nella notte tra il 22 ed il 23 novembre 1943, seguito da quelli effettuati tra la notte del 23-24 e tra quella del 26-27. La prima incursione del Bomber Command di dicembre si verificò tra il 2 e il 3 del mese, e fu dolorosa per gli attaccanti che non videro rientrare 40 dei 458 aerei decollati dall'Inghilterra. La notte del 17 dicembre furono arrecati ingenti danni al sistema ferroviario di Berlino. L'ultimo bombardamento del 1943 per la capitale tedesca arrivò nelle notti del 23-24 e del 29-30 dicembre.
Il 1943 si chiuse dunque mentre era in pieno svolgimento la battaglia aerea di Berlino. Durante l'anno gli uomini di Harris compirono 65.068 sortite (29.730 in più rispetto al 1942) delle quali 48.312 sulla Germania, lanciando un totale di 159.984 tonnellate di bombe (138.622 sulla Germania) e 13.384 mine antinave. Questa volta l'aereo più usato fu il Lancaster, seguito dagli Halifax e dagli Stirling. Le perdite del 1943 ammontarono a 2.391 velivoli.

### 1944

#### Fine della battaglia di Berlino
Dopo una brevissima pausa avvenuta nella notte di capodanno, già nelle notti dall'1 al 2 e dal 2 al 3 gennaio il Bomber Command ritornò a sganciare bombe su Berlino ripetendosi tra il 20 e il 21. Le missioni non erano per niente facili per gli equipaggi britannici, neanche su città meno difese come Magdeburgo, dove nella notte tra il 21 e il 22 gennaio la caccia notturna tedesca e la Flak falciarono 55 aerei; di questo si giovava la propaganda di Hitler, che paragonava i Lancaster inglesi ai B-17 statunitensi definendoli "bare volanti" (l'USAAF infatti volando di giorno aveva perdite più alte del notturno Bomber Command, ma durante la battaglia di Berlino la differenza si assottigliò moltissimo) Tra il 15 e il 16 febbraio importanti industrie belliche furono danneggiate e momentaneamente le perdite del Bomber Command calarono in quella che fu la più pesante incursione della RAF su Berlino in tutta la seconda guerra mondiale con 2.700 tonnellate di bombe sganciate.

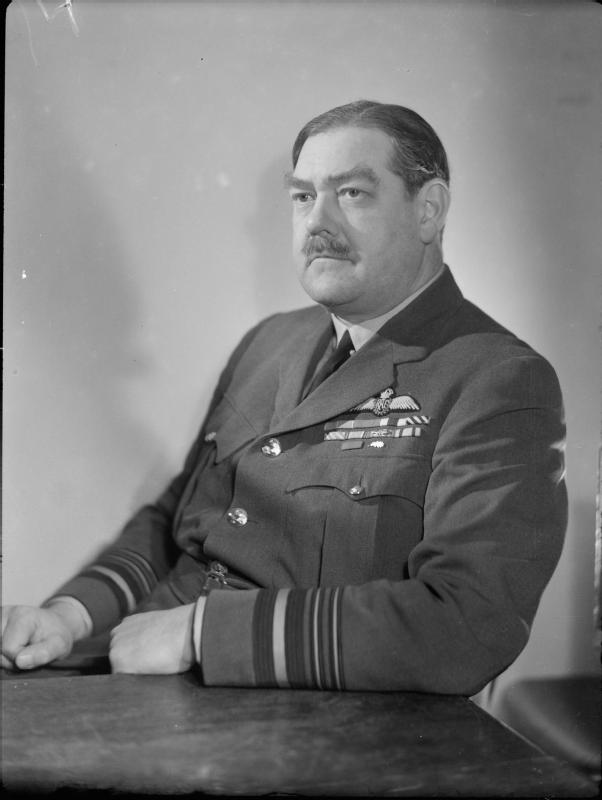
Il vice-maresciallo dell'aria Robert Saundby, vice comandante in capo del Bomber Command.

A questo punto Harris lasciò momentaneamente in pace i berlinesi decidendo di bombardare altre città. Nella notte dal 19 al 20 febbraio 1944 toccò a Lipsia e la notte seguente a Stoccarda, tra il 24 e il 25 febbraio fu la volta, non per volere di Harris ma per quello dello stato maggiore della RAF, di Schweinfurt. Harris era contrario alla missione perché la città della Baviera era di piccole dimensioni e quindi difficilmente individuabile, di notte, dagli equipaggi, come dimostrò infatti il fatto che solo 21 bombardieri su 734 riconobbero l'obiettivo. Il morale degli inglesi si rialzò quando Augusta subì, tra il 25 e il 26 febbraio, gravi danni pagati con pochi bombardieri persi.

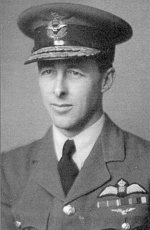
Il vice maresciallo dell'aria Donald Bennett, capo della Pathfinder force.

Altre due vittorie inglesi giunsero nelle notti del 18-19 e del 22-23 marzo ai danni di Francoforte sul Meno. Il periodo fortunato si esaurì la notte del 24-25 marzo 1944 quando fu attaccata per l'ultima volta, nell'ambito della battaglia di Berlino, proprio la capitale tedesca. I danni causati dal bombardamento non furono trascurabili tant'è che venne colpita la Siemensstadt e decine di fabbriche, ma 72 aerei precipitarono sulla Germania. L'ultima missione nell'ambito della battaglia di Berlino, la più tragica per il Bomber Command, ebbe luogo a Norimberga la notte tra il 30 e il 31 marzo 1944. I 795 bombardieri alzatisi in volo dall'Inghilterra incontrarono la caccia notturna avversaria e subito si ingaggiarono violenti scontri che presero una piega negativa per gli inglesi, ma Norimberga venne comunque centrata sebbene i danni non furono notevoli; il Bomber Command invece al termine della missione contò 94 apparecchi abbattuti più altri 71 danneggiati. Mai prima d'ora, e mai più durante il procedere della seconda guerra mondiale, il Bomber Command subì così tanti lutti in una sola missione.
Charles Portal si mostrò dubbioso sulla volontà di Harris nel continuare ad usare la tecnica del bombardamento a tappeto e Donald Bennett, capo dei Pathfinder, criticò l'operato dei suoi uomini accusandoli di sganciare prematuramente i loro ordigni durante il tragitto d'andata per migliorare le prestazioni degli aerei; tuttavia a Berlino morirono più di 6.000 cittadini e venne distrutto il 18% della città. Il primo trimestre del 1944 non portò solamente rovesci al Bomber Command. Dall'8 al 9 febbraio ad esempio il 617º squadrone (lo stesso dell'operazione Chastise) polverizzò una fabbrica di motori aeronautici a Limoges e sempre il 617º squadrone demolì un'altra fabbrica a La Ricamarie la notte del 10-11 marzo. Non cadde invece un viadotto vicino a Saint-Raphaël (peraltro attaccato già diverse volte) ma non poté dirsi lo stesso per una fabbrica di gomma a Clermont-Ferrand. Questi buoni risultati del 617º squadrone portarono il suo comandante Leonard Cheshire a sostenere che la segnalazione con le bombe TI doveva essere fatta a bassissima quota e con dei Mosquito, anziché con dei Lancaster. Bennett era contrario ma Harris lo esortò a perfezionare la tecnica, e da quel momento il 5th Group, di cui faceva parte Cheshire, diventò un gruppo privilegiato.
Nel marzo 1944 iniziò, con il parere contrario di Harris che voleva colpire solo città tedesche, la grande offensiva sugli impianti ferroviari della Francia, specie quelli della parte settentrionale, per immobilizzare la Wehrmacht in vista dello sbarco in Normandia. All'inizio furono attivi principalmente il 4th e 6th Group che ottennero ottimi risultati specialmente a Trappes, Le Mans, Amiens (dove vennero anche distrutti i muri di una prigione facilitando la fuga ai partigiani), Laon, Aulnoye-Aymeries, Courtrai e Vaires-sur-Marne. Bassissime le perdite.

#### L'offensiva combinata con l'USAAF
La tenacia degli equipaggi, l'ingegno di Cheshire che stimolò ulteriori nuove tecniche di attacco e le crescenti incursioni compiute dai cacciabombardieri ai danni delle basi radar tedesche in Francia settentrionale, Belgio e Olanda, ben presto fece dimenticare la sconfitta subita a Berlino, inoltre in aprile la prima linea del Bomber Command contava 1.097 bombardieri.
La novità più importante del momento fu il concretizzarsi dell'offensiva aerea combinata tra le forze inglesi e statunitensi. Infatti, seppur continuando a volare in missioni indipendenti e con modalità differenti, le forze strategiche e tattiche dell'USAAF e della RAF (Bomber Command, Second Tactical Air Force, parte del Fighter Command, Eighth Air Force, Ninth Air Force e Fifteenth Air Force) vennero messe dal 14 aprile al 15 settembre 1944 agli ordini diretti del Supreme Headquarters Allied Expeditionary Force (SHAEF) di Dwight D. Eisenhower e Arthur Tedder.

##### Aiuto all'operazione Overlord
Fu proprio Tedder a diramare il 17 aprile 1944 una direttiva che comportava la distruzione di 74 centri ferroviari francesi per immobilizzare la Wehrmacht in vista dell'operazione Overlord. Il Bomber Command era attivo in questo senso già da un mese e segnava successi grazie, ancora una volta, al comandante del 617º squadrone, Cheshire, che tra il 5 e il 6 aprile piombò in picchiata col suo Mosquito sulle officine aeronautiche di Tolosa sganciando a circa 300 m dal suolo, con grande precisione, la sua bomba TI che permise al resto dei bombardieri di demolire la struttura. Harris comunque non abbandonò del tutto la Germania, difatti in aprile furono lanciati nove attacchi primari che si risolsero sicuramente meglio di quelli della battaglia di Berlino. In particolare, grazie ai nuovi metodi di segnalazione di Cheshire, a Schweinfurt la notte del 26-27 aprile caddero il 43% delle superfici edificate. Ben altra cosa rispetto al fallimento del 24-25 febbraio.
A maggio gli Alleati si concentrarono, oltre che sulle ferrovie, anche su depositi militari, fabbriche, stazioni radar, aeroporti e strade, mentre continuava l'operazione Crossbow contro le V1 e le V2. La novità del mese fu introdotta dal 5th Group con una particolare tecnica visiva ideata allo scopo di agevolare la ricerca del punto di mira ai Mosquito incaricati di segnalarlo a bassa quota. Nella pratica, se il capobombardiere si accorgeva che le red spot fire erano state lanciate male, ordinava di sganciarvi sopra bombe luminose gialle, per indicare di non colpire quel punto. Aerei con personale qualificato percorrevano poi i cieli durante lo sgancio delle bombe per stimare in tempo reale velocità e direzione del vento che poi comunicavano agli equipaggi che, di conseguenza, aggiustavano la mira. L'innovazione fu tutt'altro che deludente giacché l'errore medio si ridusse a 260 metri.

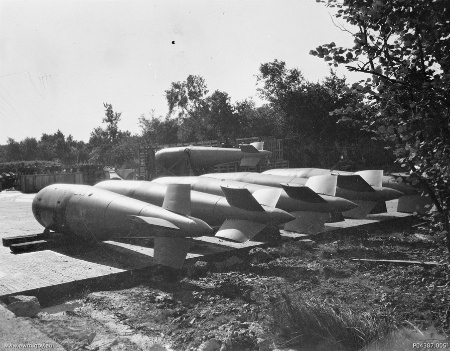
Cinque tallboy pronte per essere caricate nei Lancaster del 9º squadrone

Con lo sbarco programmato per il 6 giugno, la notte precedente il 617º squadrone eseguì l'operazione Taxable e Glimmer rispettivamente al largo di Dover e Boulogne-sur-Mer spargendo una gran quantità di striscioline window attorno a piccole navi da cui partivano falsi impulsi elettronici per far credere ai tedeschi che si stesse avvicinando la flotta da sbarco, quando in realtà questa era diretta in Normandia. Contemporaneamente decine di Halifax e Stirling traghettarono nelle zone di sbarco, come previsto dai piani dell'operazione Titanic, 860 alianti Hamilcar, Horsa e CG-4A carichi di commando. Vennero bombardate anche postazioni di artiglieria costiera del Vallo Atlantico tranne a Omaha Beach, dove a causa di fitte nuvole i bombardieri colpirono troppo verso l'entroterra. In quella notte il Bomber Command effettuò circa 1.300 sortite e ne avrebbe fatte altre 6.000 circa nella settimana a venire. Entrò in uso, tra l'8 e il 9 giugno, una nuova bomba da 12.030 libbre (5.457 kg) riempita con torpex che il personale di volo chiamò "tallboy" (ragazzone); i risultati furono soddisfacenti perché il tunnel di Saumur venne completamente sommerso dai detriti.
Parallelamente a questo supporto tattico lo SHAEF ordinò alle forze aeree di organizzare un piano per annientare la produzione petrolifera tedesca. La RAF, con Harris sempre contrario all'idea perché voleva attaccare solamente città tedesche, si occupò di dieci impianti per la produzione di carburante sintetico piazzati nella Ruhr. L'offensiva iniziò nel migliore dei modi nella notte del 12-13 giugno contro Gelsenkirchen, i cui impianti si fermarono per circa due mesi, ma pochi giorni dopo a Sterkrade i danni furono di minore entità e quasi nulli a Wesseling. L'operazione continuò anche a luglio interrompendosi momentaneamente dal 25 al 29 del mese quando venne massicciamente colpita Stoccarda. In agosto l'attività diurna degli equipaggi di volo inglesi fu leggermente maggiore di quella notturna e le perdite, che si erano mantenute elevate negli attacchi alle basi petrolifere del Reich, calarono sensibilmente. Tuttavia, delle dodici missioni primarie condotte sulla Germania (sempre in contemporanea al supporto tattico offerto agli eserciti Alleati in Francia) solo due portarono buoni risultati, a Königsberg e Stettino.

##### Il declino della Luftwaffe
(Gerd Mischel, pilota tedesco inviato a verificare i danni su Bremerhaven causati dal Bomber Command la sera del 18 settembre 1944)
L'offensiva dei carburanti mise in crisi la Luftwaffe che ora aveva autonomia limitata; la perdita delle installazioni radar in Francia e Belgio poi la privò anche di occhi capaci di avvisare con largo anticipo il sopraggiungere di bombardieri nello spazio aereo tedesco. Al contrario, la conquista di territori in Francia rese possibile agli Alleati fornire scorte di caccia ai propri bombardieri. Di questo si rallegrò il Bomber Command che ai primi di settembre colpì aeroporti in Olanda e presidi di truppe a Boulogne-sur-Mer, Le Havre (dove il giorno 8 gli Stirling intrapresero la loro ultima missione di guerra) e Calais. Nella notte tra l'11 e il 12 settembre Harris riuscì a provocare il terzo Feuersturm della storia (dopo quelli di Amburgo e Kassel) ai danni di Darmstadt, mietendo tra le 8.500 e le 15.000 vittime a fronte di 12 Lancaster abbattuti. La sera del 18 il 5th Group rase al suolo il 79% di Bremerhaven. Vennero ripresi anche gli attacchi contro la corazzata Tirpitz, ancorata nel fiordo di Alta (Norvegia). Proprio per l'eccessiva distanza dalle basi scozzesi i 41 aerei del 617º e 9º squadrone partirono l'11 settembre per la cittadina polacca di Jagodnik in mano all'Armata Rossa da cui, eccezion fatta per dieci aerei rimasti danneggiati, ripartirono per la Norvegia quattro giorni dopo. I tedeschi inondarono il fiordo con della nebbia artificiale ma un aereo riuscì ugualmente a piazzare la sua tallboy nella prua della Tirpitz rendendola inutilizzabile per nove mesi. Gli inglesi comunque non si accorsero di nulla e tornarono in Scozia senza conoscere l'esito dell'impresa.

#### Ripresa dell'offensiva sulla Germania

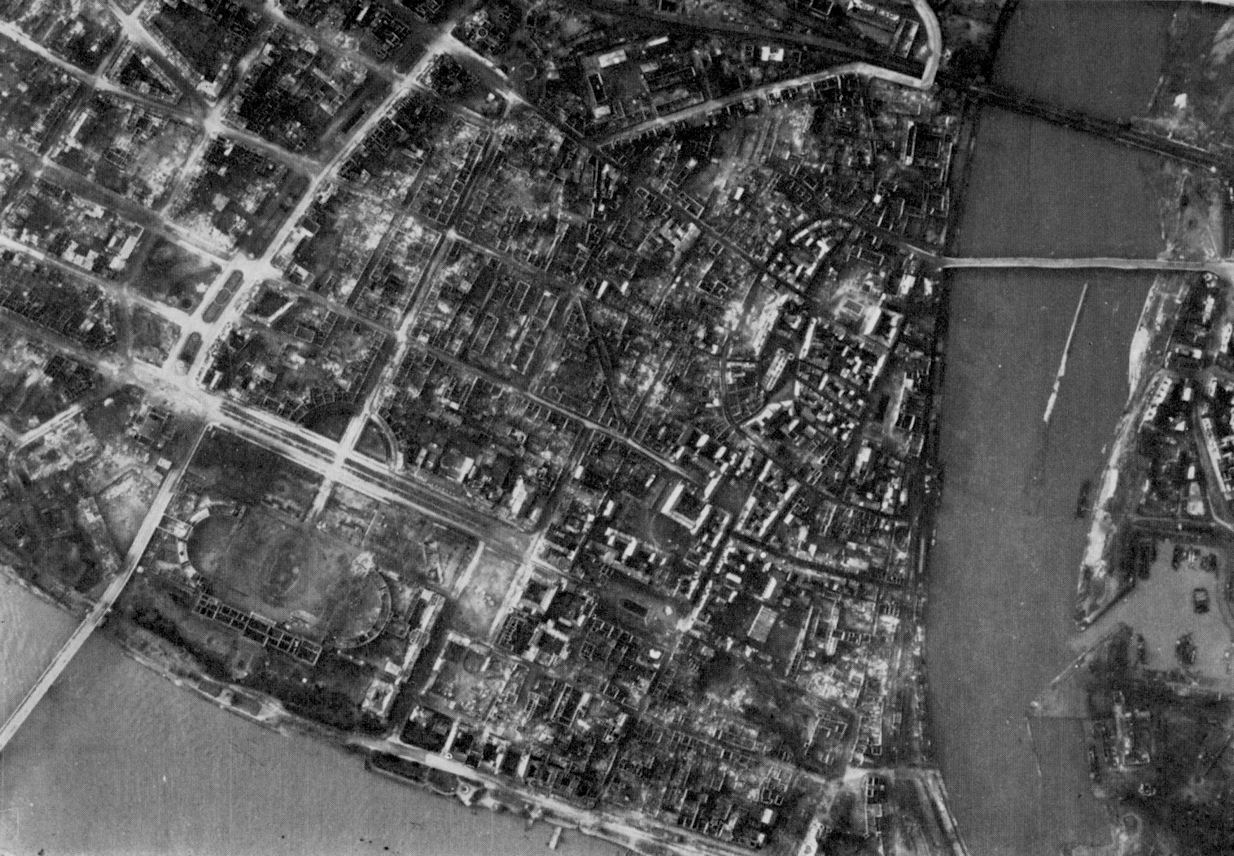
Coblenza dopo il bombardamento inglese del 6 novembre 1944

In ottobre Il Bomber Command, forte di 1.468 aeroplani di prima linea, riprese l'offensiva contro la Germania a scapito di quella dei carburanti (Harris minacciò addirittura di dare le dimissioni quando il 1º novembre 1944 lo SHAEF chiese di tornare a prestare attenzione agli impianti petroliferi). Durante l'autunno le città più colpite furono Duisburg, Essen (dove venne azzerata la produzione della Krupp), e Colonia, seguite da Düsseldorf, Ulma, Stoccarda, Karlsruhe, Heilbronn (altra tempesta di fuoco che rese cenere l'82% della città), Friburgo in Brisgovia, Ludwigshafen am Rhein, Saarbrücken, Norimberga, Monaco di Baviera, Bonn e Coblenza. I bombardamenti in generale raggiunsero tutta la Germania, e anche città che fino a quel momento erano state risparmiate vennero pesantemente segnate dal passaggio del Bomber Command, che tra l'altro ebbe perdite non elevate. Il 29 ottobre si tentò nuovamente di affondare la Tirpitz (ora ormeggiata a Tromsø per cui non vi fu bisogno di volare in territorio sovietico) senza successo; l'impresa riuscì invece il 12 novembre per merito di 31 Lancaster dei soliti 617º e 9º squadrone che centrarono tre tallboy sull'obiettivo. Venne dato appoggio tattico anche alle truppe statunitensi investite dall'offensiva delle Ardenne.
L'attività Del Bomber Command nel 1944 fu più intensa che mai. Vennero lanciate 533.951 tonnellate di bombe (contro le 159.984 del 1943) di cui 279.981 sulla Germania ed erano state posate 17.500 mine navali. Gli aerei più impiegati furono, in ordine, i Lancaster, gli Halifax e i Mosquito; in 166.844 sortite totali non tornarono agli aeroporti di partenza 2.770 velivoli (379 in meno rispetto al 1943).

### 1945

#### Thunderclap e Dresda

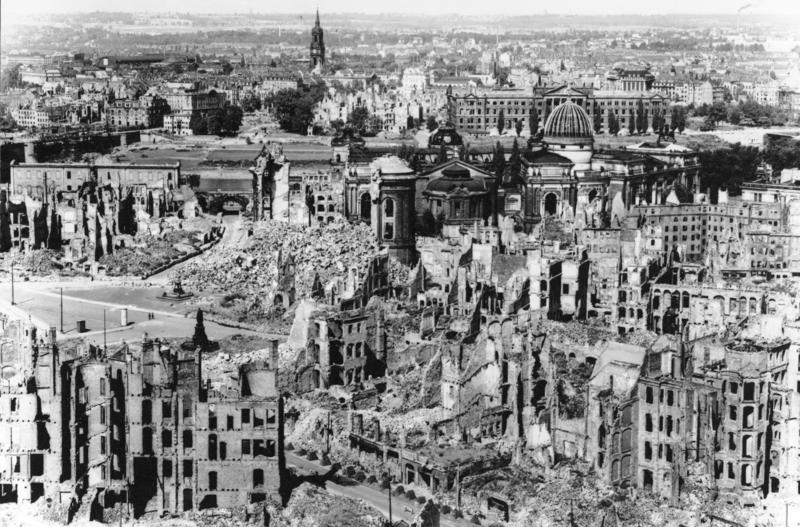
Dresda dopo il bombardamento

Nel gennaio 1945 obiettivi del Bomber Command furono ancora i trasporti, gli impianti petroliferi e le città non sufficientemente colpite della Germania. Il 16 gennaio il comando del 5th Group passò da Ralph Cochrane a Hugh Constantine, mentre già da dieci mesi al 6th Group era subentrato Clifford McEwen in sostituzione di G.E. Brookes; in seguito, il 12 febbraio, il 1º gruppo andrà a Robert Blucke da E.A.B. Rice, e il 4º a John Whitley al posto di Charles Carr.
Nel febbraio 1945 allo SHAEF si ricominciò a parlare del piano Thunderclap (colpo di tuono) avanzato da Charles Portal alla fine dell'estate 1944. In pratica bisognava effettuare bombardamenti altamente efficaci e disastrosi nella Germania orientale (Dresda, Lipsia e Chemnitz in primis) per creare un fiume di profughi, già in fuga dall'Armata Rossa, che avrebbe intasato tutte le strade ponendo problemi di ordine pubblico e di approvvigionamento tali da far crollare il terzo Reich su sé stesso. L'idea allettava soprattutto i britannici dato che Churchill, nell'imminente conferenza di Jalta (4-11 febbraio), voleva dimostrare tutta la potenza della RAF ai sovietici, che presto avrebbero occupato i territori bombardati osservandone le macerie. Per fortuna del popolo tedesco le forze aeree Alleate non applicarono nella loro interezza il piano Thunderclap, riservando solo una minima parte delle loro bombe alla Germania orientale. Ciò non risparmiò comunque Dresda, mai colpita fino a quel momento dal Bomber Command, da un terribile destino il 13 febbraio 1945. Quella mattina Harris rimase sorpreso di dover attaccare la città, e contestazioni giunsero anche dal suo vice Robert Saundby; Bennett, il capo dell'8º gruppo, telefonò addirittura al quartier generale per verificare che non vi fosse stato un errore. L'ora zero venne fissata per le 22:15 e l'attacco venne diviso in due ondate. La prima era composta da 9 Mosquito Pathfinder (dotati del nuovo strumento di radionavigazione LORAN) e 254 Lancaster che demolirono sistematicamente il centro storico della città sassone, provocando un Feuersturm che non fece altro che rendere più facile l'individuazione della città alla seconda ondata di bombardieri, giunta alle 1:23 del 14 febbraio e formata da 551 Lancaster. Alcuni equipaggi dirottarono le bombe in aperta campagna per non fare altri danni, ma tutti i mezzi di soccorso partiti dai luoghi vicini capitarono nel bel mezzo del secondo bombardamento, che toccò anche l'affollata stazione centrale. L'attacco finì all'1:54 quando il Bomber Command scaricò l'ultima delle 2.702 tonnellate di bombe che spianarono il 59% di Dresda. Poco dopo anche la Eighth Air Force statunitense andò ad aumentare la lista delle vittime, mentre il Bomber Command non volò mai più sopra la città.

#### La fine della guerra
Nel marzo 1945, oltre alle solite missioni di routine, il 617º squadrone inaugurò una nuova bomba, la Grand Slam da 22.000 libbre (~ 9.979 kg) attaccando il 14 del mese il viadotto di Bielefeld, danneggiandolo, demolendo invece quello di Arnsberg il giorno dopo. Sul fronte del petrolio vennero condotti 33 attacchi primari particolarmente di successo a Buer e Dortmund.

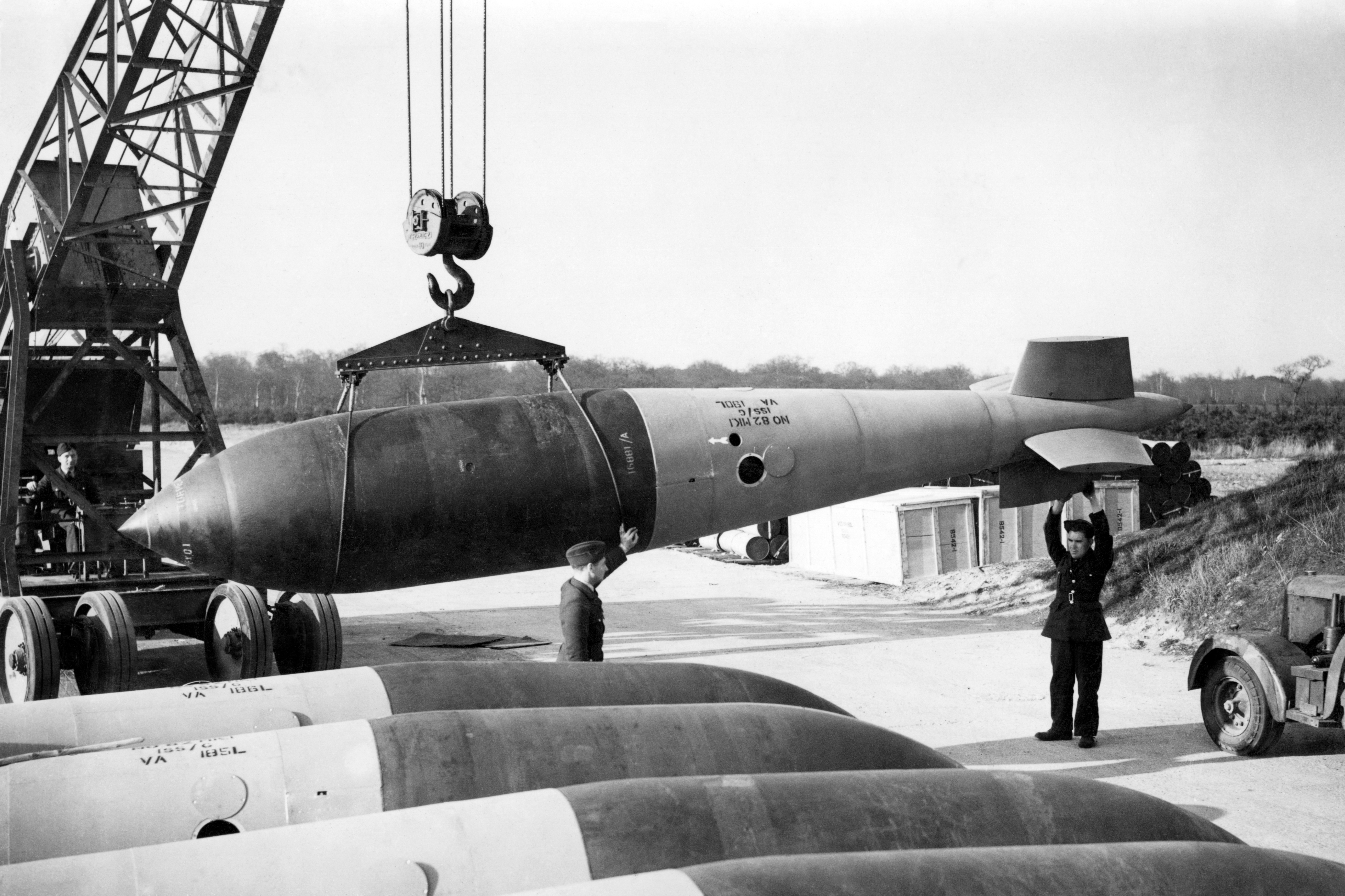
Una Grand Slam

In aprile il Bomber Command segnò un nuovo record avendo disponibili 1.663 aerei, ma le missioni furono di meno che a marzo. Da segnalare l'incursione su Kiel la notte del 9-10 aprile che provocò l'affondamento dell'incrociatore pesante Admiral Scheer e il danneggiamento dell'Admiral Hipper e dell'Emden. Il 17 Portal comunicò a Harris che l'operazione Pointblank era da ritenersi conclusa e che pertanto dovevano essere bersagliati solo obiettivi tattici. La notte del 25-26 aprile i Lancaster compirono la loro ultima missione di guerra bombardando, con precisione, le raffinerie di Tønsberg. Cominciarono anche le missioni di pace che videro il Bomber Command impegnato nel rimpatriare i prigionieri di guerra e rifornire le popolazioni. L'ultima missione di guerra della seconda guerra mondiale del Bomber Command ebbe luogo la notte del 2-3 maggio 1945, con obiettivo Kiel, Eggebek e Husum.
Durante tutta la guerra il Bomber Command lanciò un totale di 970.369 tonnellate di bombe e 47.307 mine, cifre superate da nessun'altra forza aerea impegnata nel conflitto. Gli aerei più sfruttati furono i Lancaster seguiti dagli Halifax e dai Wellington. Le perdite vennero quantificate in 8.655 aerei (2,22%) dei quali 6.440 precipitati in Germania, che portarono con sé un totale globale di 55.573 uomini (la RAF, nel suo complesso, ne perse 79.281) dei quali 47.268 deceduti nel corso di operazioni offensive; tra loro vi erano circa 10.000 canadesi, 4.000 australiani, più di 1.500 neozelandesi, quasi 1.000 polacchi e circa 500 provenienti da altri paesi. I caduti sono ricordati da un monumento inaugurato nel 2012 a Green Park.
L'azione inesorabile e sanguinosa del Bomber Command durante la seconda guerra mondiale fu criticata da alcuni esperti all'epoca e soprattutto è stata messa in discussione in seguito sia per la sua apparente limitata efficacia sia per l'enorme numero di vittime civili e di danni materiali provocati. Deve tuttavia essere evidenziato che all'epoca le incursioni notturne del Bomber Command in generale furono apprezzate dalla popolazione britannica ed elevarono il morale in patria; in parte disinformati da un'abile campagna propagandistica del governo britannico, i civili non sapevano molto delle strategie del Bomber Command e in maggioranza erano compiaciuti dei risultati raggiunti dai bombardamenti terroristici sulle città tedesche come Colonia e Amburgo. In alcuni casi c'erano preoccupazioni per eventuali rappresaglie, ma il recente ricordo dei bombardieri tedeschi favoriva il consenso e annullava le critiche alla politica di guerra del gabinetto Churchill.
Gli equipaggi del Bomber Command erano interamente coinvolti nelle loro impegnative e pericolose missioni; in gran parte non manifestavano scrupoli morali per i loro attacchi ma al contrario erano convinti di svolgere un compito decisivo che avrebbe "accorciato la guerra" e "salvato la vita di migliaia di soldati alleati".

## 1946 - 1968: l'epoca della guerra fredda

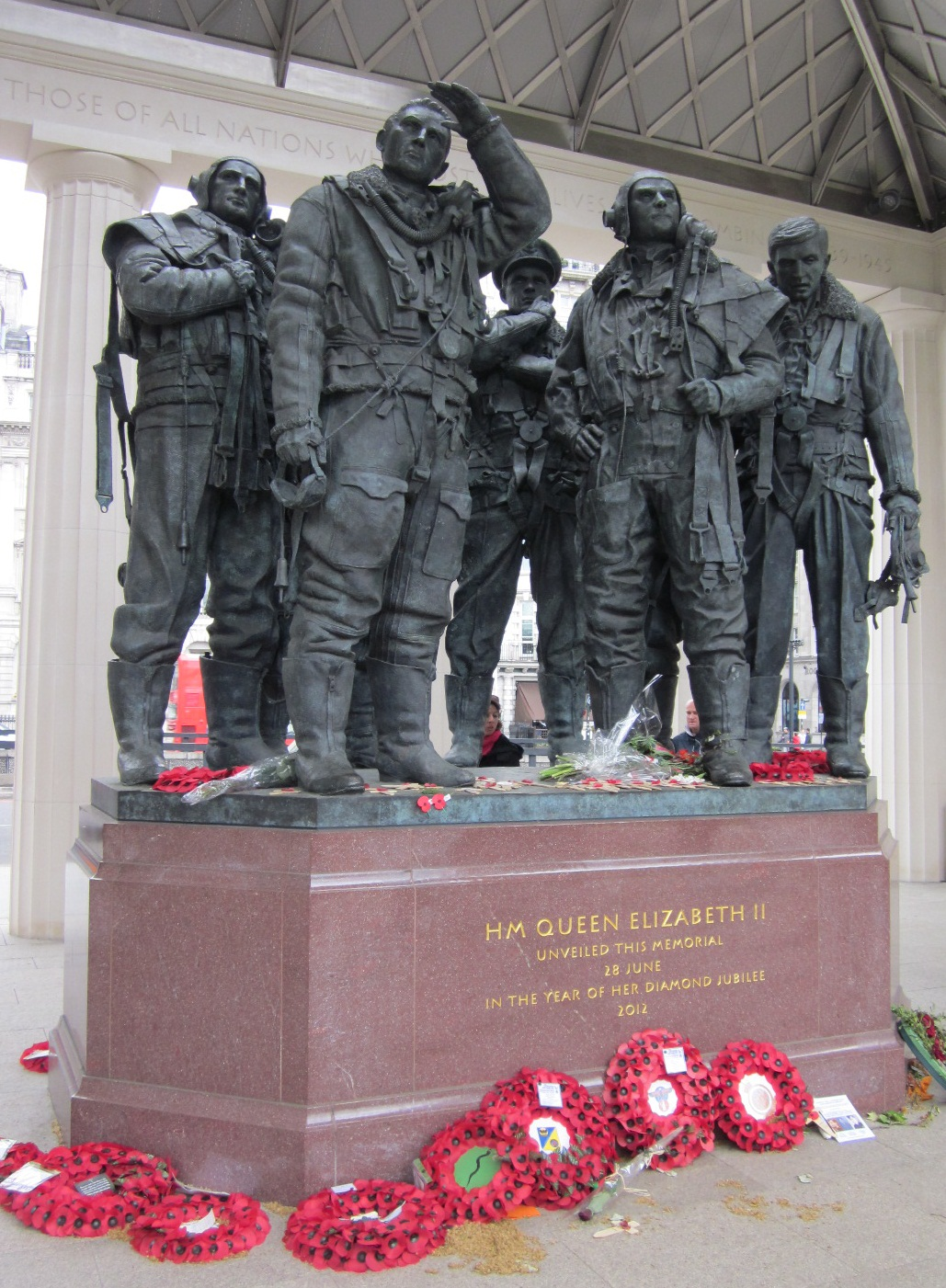
Il Memoriale del RAF Bomber Command dedicato agli equipaggi del Bomber Command che combatterono nella seconda guerra mondiale, nel London Green Park.

Per espandere le proprie capacità di carico il Bomber Command si dotò nel luglio 1948 degli statunitensi Boeing B-29 Superfortress (che usò poi nel ponte aereo per Berlino) e li rinominò "Boeing Washington B.1", che andarono così ad affiancare gli Avro 694 Lincoln. Il primo bombardiere a reazione che entrò nelle file del Bomber Command fu il Canberra, qualcuno dei quali rimase in servizio fino al 2006 come aereo da ricognizione; venne poi il Vickers Valiant nel 1955, il primo dei "V-Bomber" arrivati per rimpiazzare gli ormai obsoleti Lancaster e Halifax e progettati per essere capaci di trasportare ordigni nucleari. Nel 1956 entrò in servizio il Vulcan e due anni dopo l'Handley Page HP.80 Victor.
Nel 1956 il Bomber Command ritornò sul piede di guerra a causa dell'occupazione militare egiziana del canale di Suez, a cui il governo di Anthony Eden rispose con azioni militari. I Canberra del Bomber Command vennero inviati a Cipro e Malta, isola in cui atterrarono anche i Valiant, e in totale più di cento bombardieri parteciparono alle azioni militari. Nel corso degli anni cinquanta i vecchi Lancaster del 407º squadrone, basati nella Columbia Britannica, fecero dei continui voli per individuare, con appositi congegni, radiazioni nucleari nell'aria e mappare così, con l'aiuto degli statunitensi, le basi atomiche sovietiche. Dal 1959 al 1963 al Bomber Command vennero assegnati, nell'ambito del progetto angloamericano "Emily", anche 60 missili balistici nucleari PGM-17 Thor ripartiti in venti basi della RAF.
Nei vent'anni a seguire il Bomber Command venne sovente dispiegato nel medio ed estremo Oriente, specialmente per sorvegliare i moti indipendentisti dell'indonesiano Sukarno. Alcuni Canberra stazionarono in maniera permanente nell'aeroporto di Akrotiri a supporto del trattato CENTO. Alla fine degli anni cinquanta l'operazione Grapple vide i Valiant lanciare bombe all'idrogeno nell'Isola Christmas. L'apice della guerra fredda venne toccato nel 1962 con la crisi dei missili di Cuba; in questo periodo il Bomber Command tenne al massimo lo stato di allerta e impostò i missili Thor pronti al lancio, ma non venne mai delocalizzato in numerosi aeroporti dato che la mossa avrebbe potuto essere interpretata come eccessivamente aggressiva dall'Unione Sovietica.
Altro ambito operativo del Bomber Command era il rifornimento in volo, di cui prove erano già state eseguite con i Lincoln e i Gloster Meteor ma che venne inaugurato con i bombardieri Valiant, presto prodotti in una speciale versione e rimpiazzati nel tempo dalla versione B.2 dell'Handley Page Victor.
Nel 1968 il Bomber Command venne unito al Fighter Command per formare lo Strike Command.